# Muricidae
Muricidae là một họ lớn các loài ốc trong liên họ Muricoidea. Với hơn 1.600 loài còn sống, Muricidae chiếm đến hơn 10% số loài trong nhánh Neogastropoda, trong đó hớn 1.200 loài đã được phân loại.

## Các phân họ
Ghi nhận theo Bouchet & Rocroi (2005):
- Coralliophilinae Chenu, 1859
  - Babelomurex Coen, 1922
  - Coralliophila H. Adams & A. Adams, 1853
  - Emozamia Iredale, 1929
  - Hirtomurex Coen, 1922
  - Latiaxis Swainson, 1840
  - Leptoconchus Rüppell, 1834
  - Magilus Montfort, 1810
  - Mipus de Gregorio, 1885
  - Rapa Röding, 1798
  - Rhizochilus Steenstrup, 1850

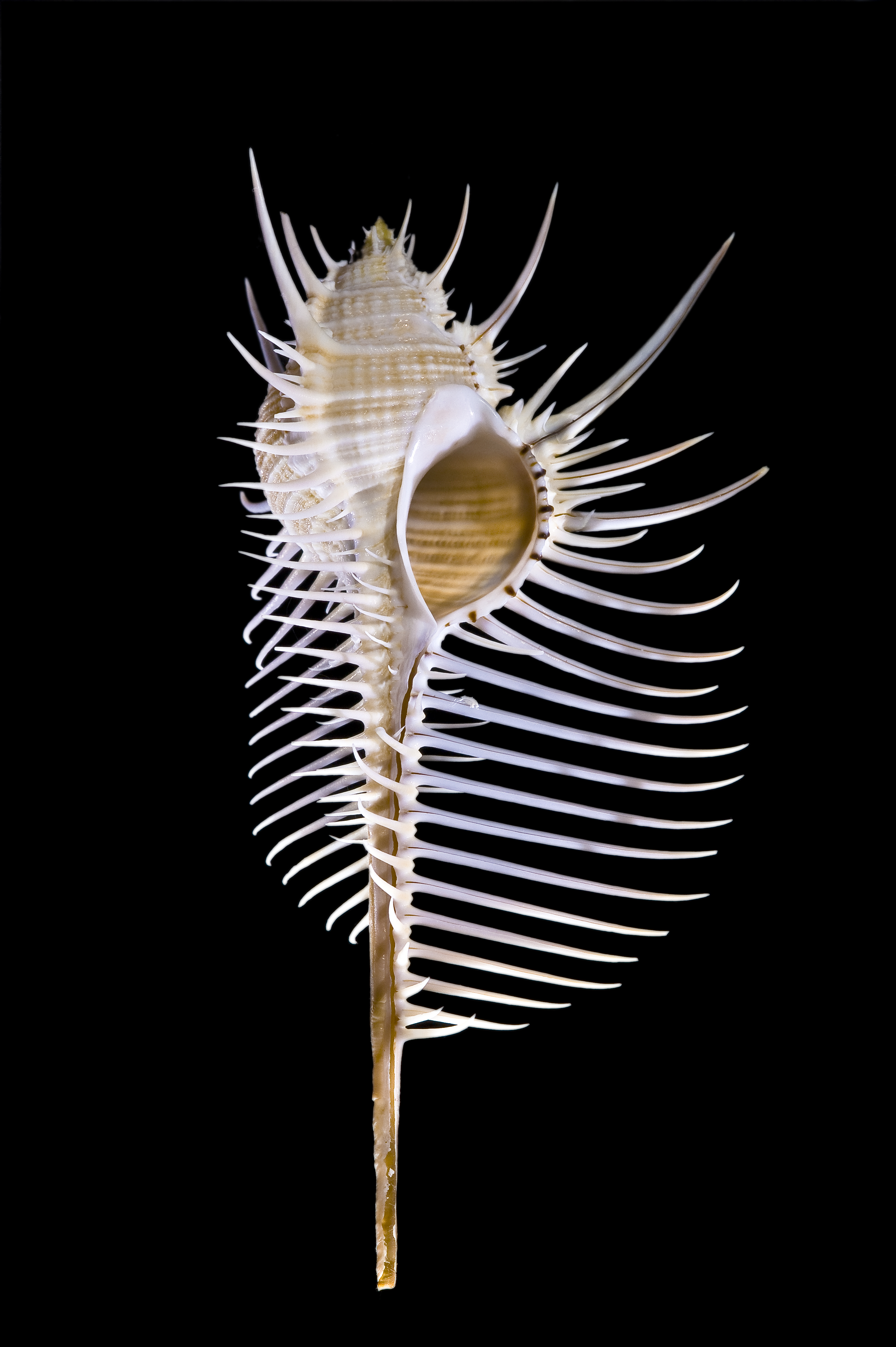
Murex pecten

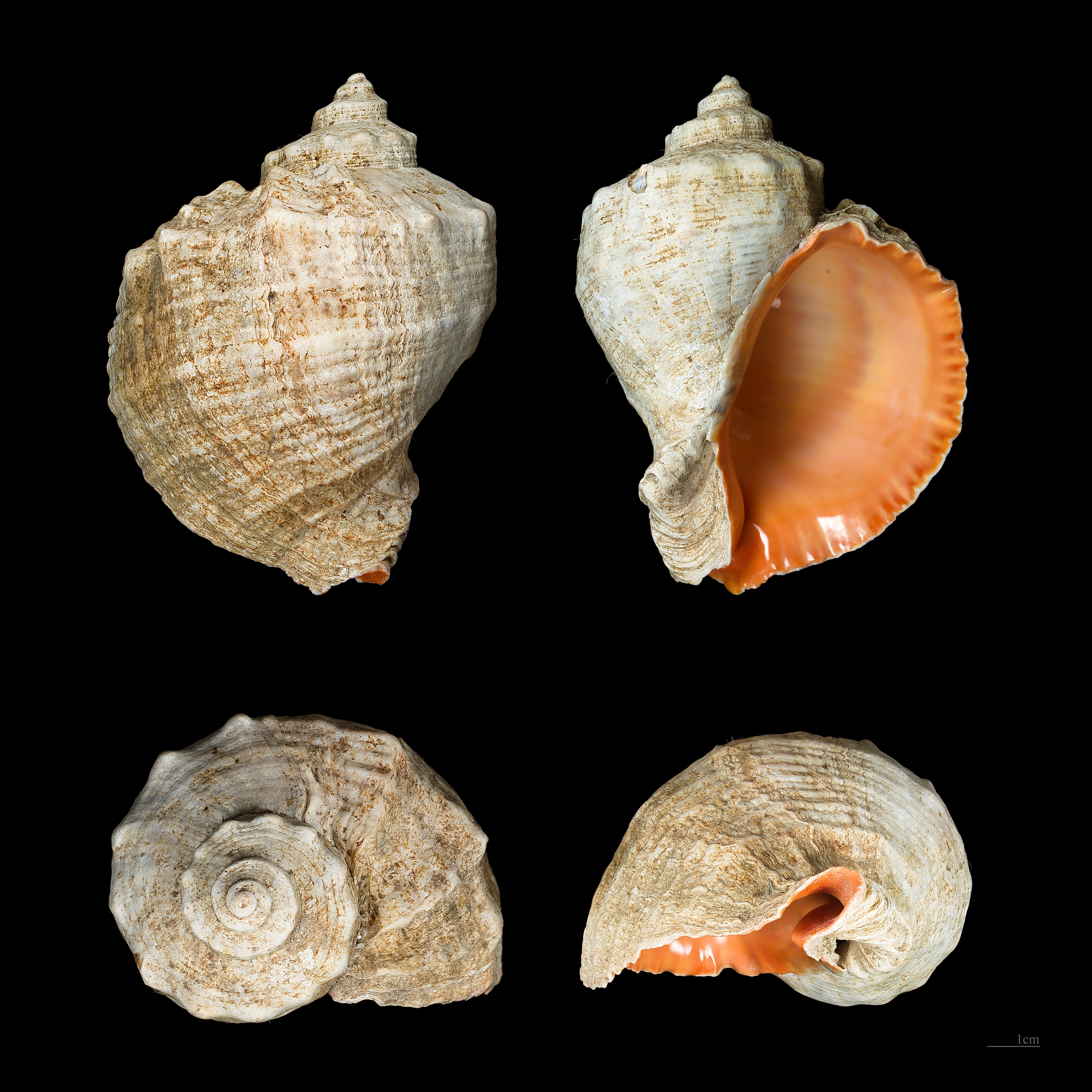
Rapana venosa.

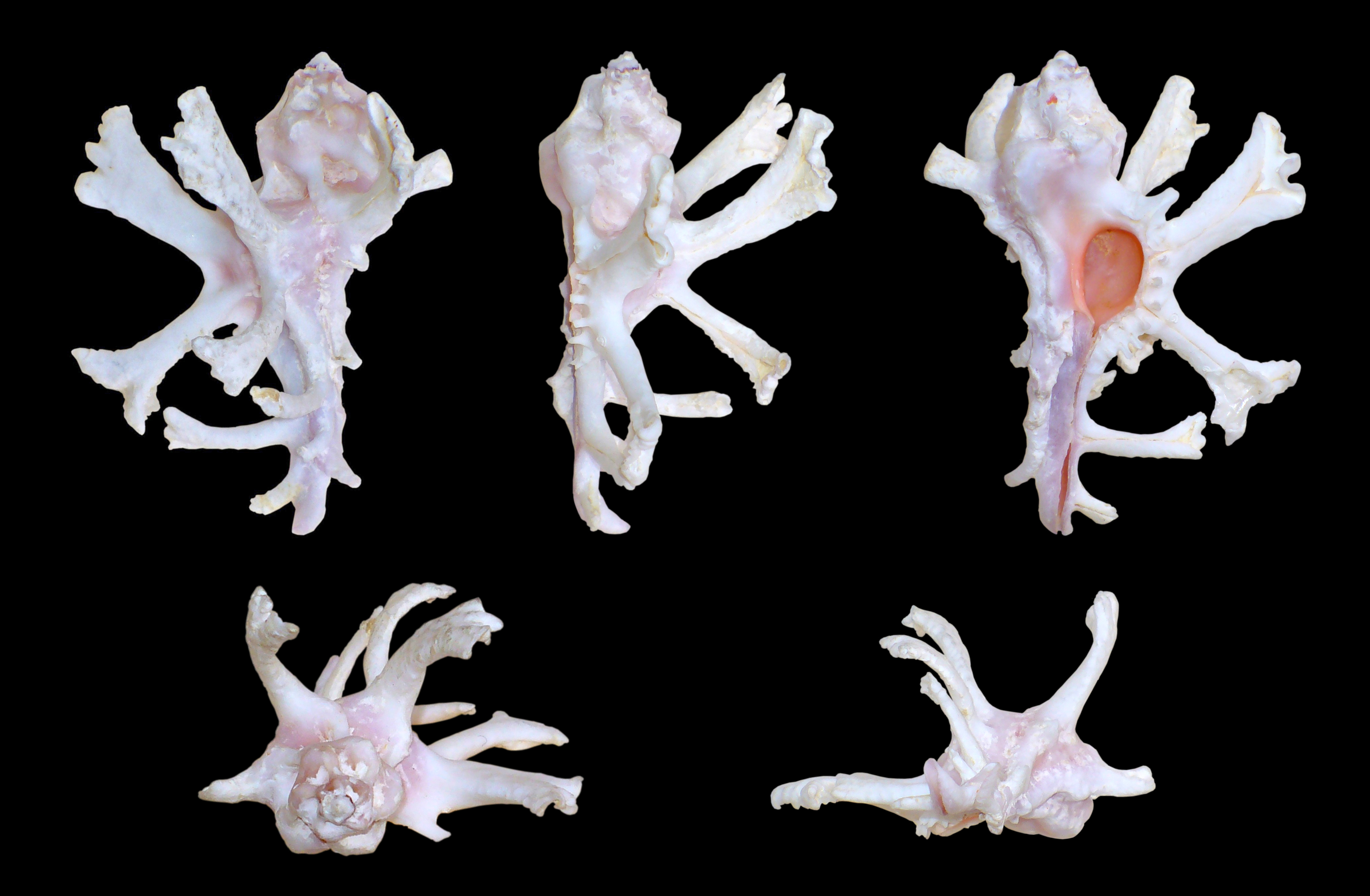
Homalocantha anatomica.

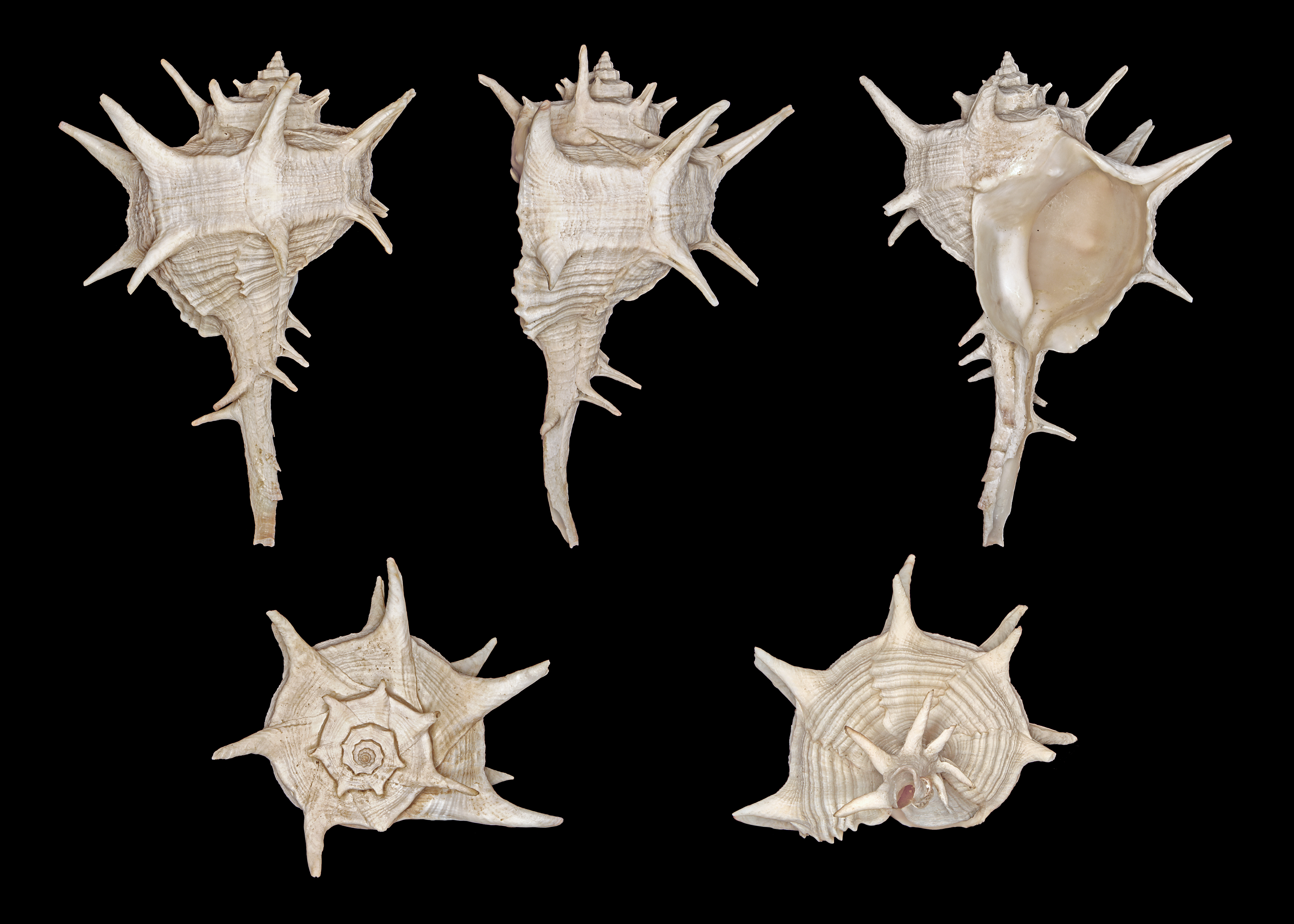
Bolinus brandaris

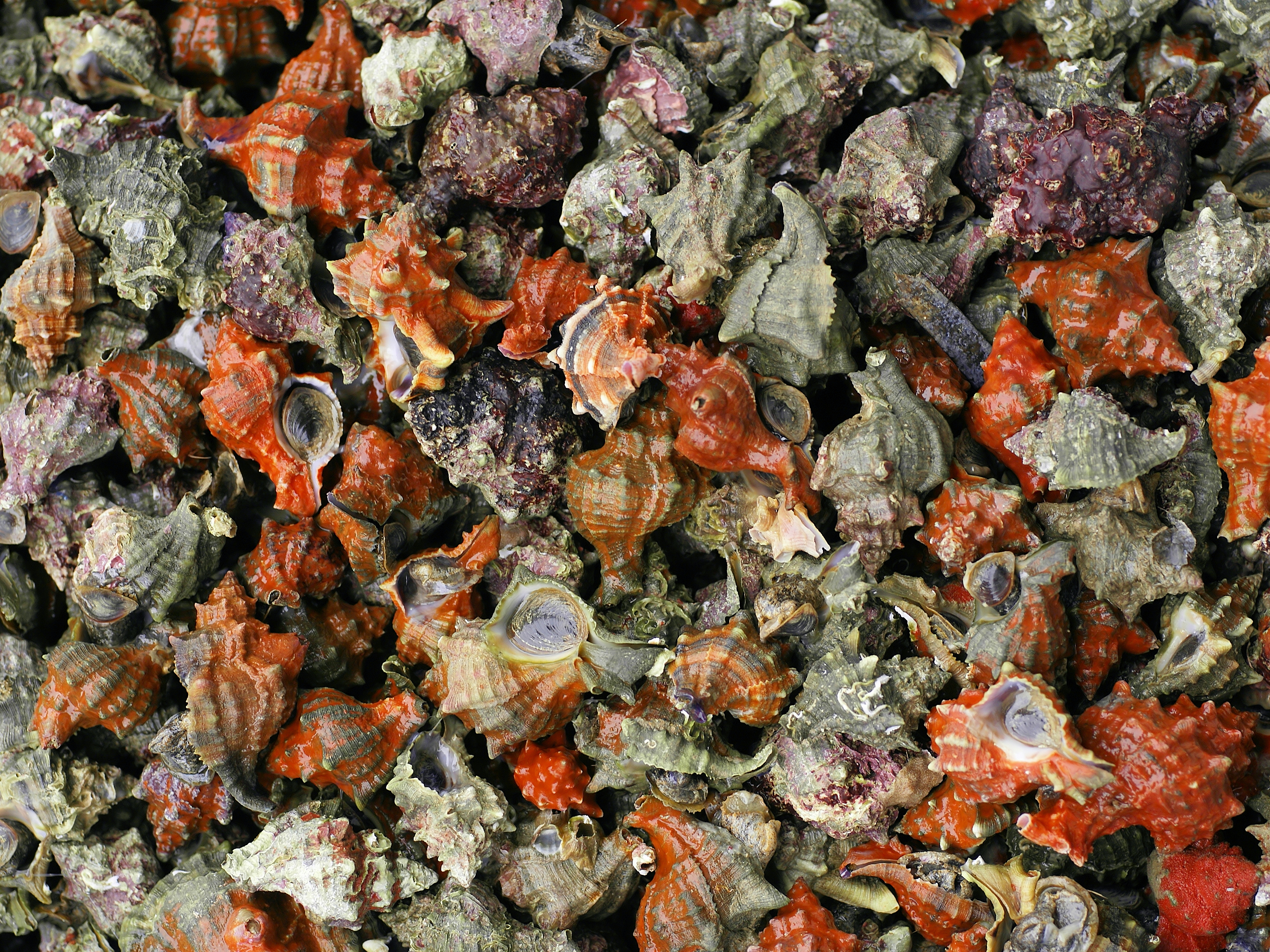
Hexaplex trunculus

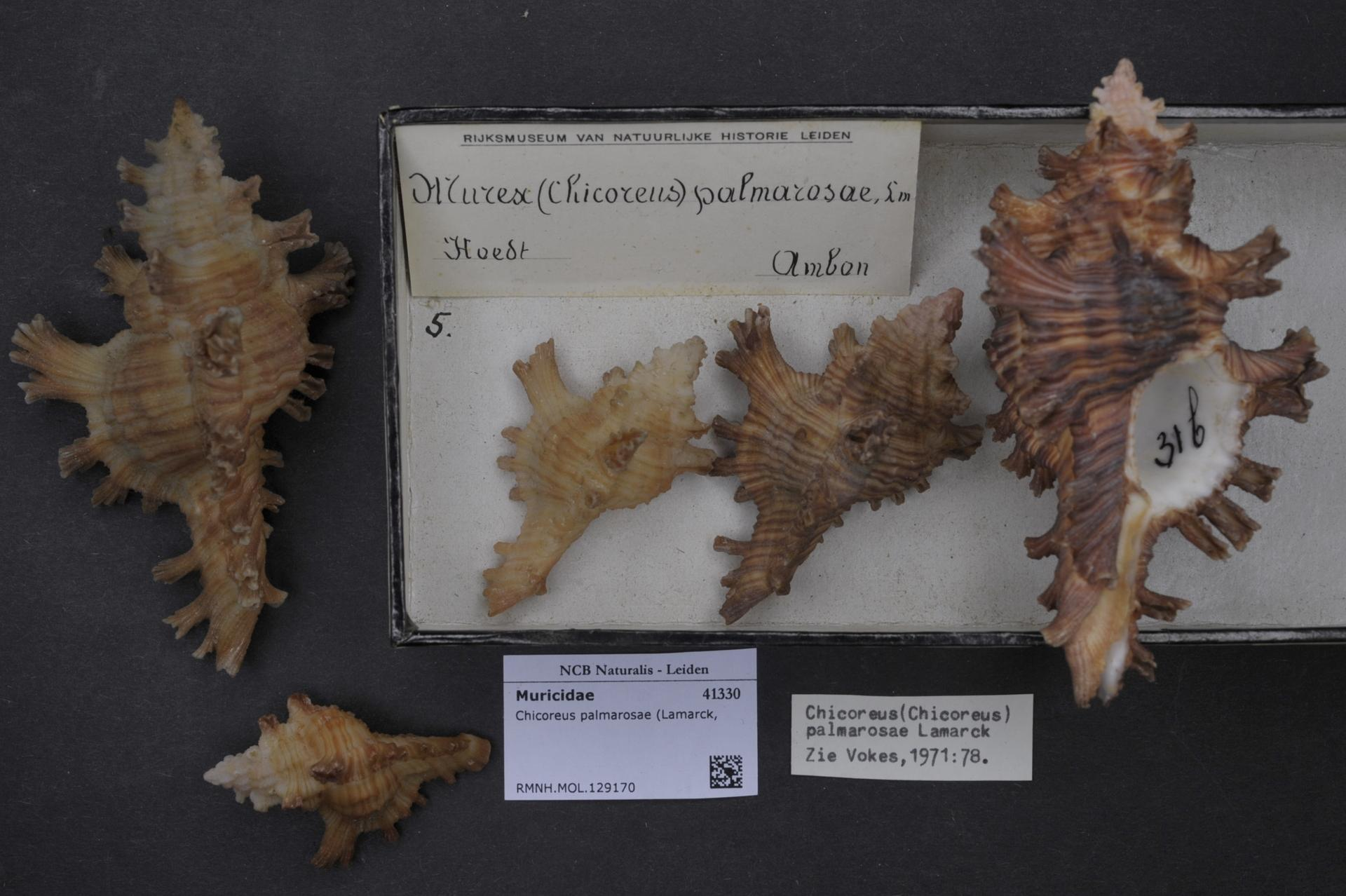
Chicoreus palmarosae (Lamarck, 1822), Naturalis

- Ergalataxinae Kuroda, Habe & Oyama, 1971
  - Cronia H. Adams & A. Adams, 1853
  - Cytharomorula Kuroda, 1953
  - Drupella Thiele, 1925
  - Ergalatax Iredale, 1931
  - Lataxiena Jousseaume, 1883
  - Lindapterys Petuch, 1987
  - Maculotriton Dall, 1904
  - Minibraria Sarasua, 1984
  - Morula Schumacher, 1817
  - Muricodrupa Iredale, 1918
  - Orania Pallary, 1900
  - Pascula Dall, 1908
  - Phrygiomurex Dall, 1904
  - Spinidrupa Habe & Kosuge, 1966
  - Trachypollia Woodring, 1928
  - Uttleya Marwick, 1934
- Haustrinae Tan, 2003
  - Bedeva Iredale, 1924
  - Haustrum Perry, 1811
- Muricinae Rafinesque, 1815
  - Alipurpura Bayle in P. Fischer, 1884
  - Aspella Mörch, 1877
  - Attiliosa Emerson, 1968
  - Bolinus Pusch, 1837
  - Bouchetia Houart & Héros, 2008
  - Calotrophon Hertlein & Strong, 1951
  - Chicomurex Arakawa, 1964
  - Chicoreus Montfort, 1810
  - Dermomurex Monterosato, 1890
  - Haustellum Schumacher, 1817
  - Hexaplex Perry, 1810
  - Homalocantha Mörch, 1852
  - Ingensia Houart, 2001
  - Murex Linnaeus, 1758
  - Muricanthus Swainson, 1840
  - Naquetia Jousseaume, 1880
  - Phyllocoma Tapparone Canefri, 1881
  - Poirieria Jousseaume, 1880
  - Pterochelus Jousseaume, 1880
  - Pterymarchia Houart, 1995
  - Pterynotus Swainson, 1833
  - Purpurellus Jousseaume, 1880
  - Siratus Jousseaume, 1880
  - Vokesimurex Petuch, 1994
- Muricopsinae Radwin & d'Attilio, 1971
  - Acanthotrophon Hertlein & Strong, 1951
  - Bizetiella Radwin & D'Attilio, 1972
  - Favartia Jousseaume, 1880
  - Maxwellia Baily, 1950
  - Murexsul Iredale, 1915
  - Muricopsis Bucquoy & Dautzenberg, 1882
  - Pazinotus E.H. Vokes, 1970
  - Pradoxa Fernandes & Rolan, 1993
  - Rolandiella B.A. Marshall & Burch, 2000
  - Subpterynotus Olsson & Harbison, 1953
  - Vitularia Swainson, 1840
  - Xastilia Bouchet & Houart, 1994
- Ocenebrinae Cossmann, 1903
  - Acanthina Fischer von Waldheim, 1807
  - Acanthinucella Cooke, 1918
  - Africanella Vermeij & Houart, 1999
  - Austrotrophon Dall, 1902
  - Ceratostoma Herrmannsen, 1846
  - Chicocenebra Bouchet & Houart, 1996
  - Chorus Gray, 1847
  - Crassilabrum Jousseaume, 1880
  - Eupleura H. Adams & A. Adams, 1853
  - Forreria Jousseaume, 1880
  - Genkaimurex Kuroda, 1953
  - Hadriania Bucquoy & Dautzenberg, 1882
  - Inermicosta Jousseaume, 1880
  - Jaton Pusch, 1837
  - Mexacanthina Marko & Vermeij, 1999
  - Muregina Vermeij, 1998
  - Nucella Röding, 1798
  - Ocenebra Gray, 1847
  - Ocenotrophon McLean, 1995
  - Ocinebrina Jousseaume, 1880
  - Pteropurpura Jousseaume, 1880
  - Pterorytis Conrad, 1863
  - Roperia Dall, 1898
  - Trochia Swainson, 1840
  - Urosalpinx Stimpson, 1865
  - Vaughtia Houart, 1995
  - Xanthochorus P. Fischer, 1884
  - Zacatrophon Hertlein & Strong, 1951
- Rapaninae Gray, 1853
  - Acanthais Vermeij & Kool, 1994
  - Agnewia Tenison-Woods, 1878
  - Concholepas Lamarck, 1801
  - Cymia Mörch, 1860
  - Dicathais Macpherson & Gabriel, 1962
  - Drupa Röding, 1798
  - Drupina Dall, 1923
  - Edithais Vermeij, 1998 †
  - Indothais Claremont, Vermeij, Williams & Reid, 2013
  - Jopas Baker, 1895
  - Mancinella Link, 1807
  - Menathais Iredale, 1937
  - Nassa Röding, 1798
  - Neorapana Cooke, 1918
  - Neothais Iredale, 1912
  - Phycothais Tan, 2003
  - Pinaxia H. Adams & A. Adams, 1853
  - Plicopurpura Cossmann, 1903
  - Purpura Bruguière, 1789
  - Rapana Schumacher, 1817
  - Reishia Kuroda & Habe, 1971
  - Semiricinula Martens, 1904
  - Stramonita Schumacher, 1817
  - Taurasia Bellardi, 1882
  - Thais Röding, 1798
  - Thaisella Clench, 1947
  - Thalessa H. Adams & A. Adams, 1853
  - Tribulus H. Adams & A. Adams, 1853
  - Vasula Mörch, 1860
  - Vexilla Swainson, 1840
- Tripterotyphinae D'Attilio & Hertz, 1988
  - Cinclidotyphis DuShane, 1969
  - Ponderia Houart, 1986
  - Prototyphis Ponder, 1972
  - Pterotyphis Jousseaume, 1880
  - Semityphis Martin, 1931 †
  - Tripterotyphis Pilsbry & Lowe, 1932
- Trophoninae Cossmann, 1903
  - Abyssotrophon Egorov, 1993
  - Afritrophon Tomlin, 1947
  - Anatrophon Iredale, 1929
  - Benthoxystus Iredale, 1929
  - Boreotrophon P. Fischer, 1884
  - Comptella Finlay, 1926
  - Conchatalos Houart, 1995
  - Coronium Simone, 1996
  - Enatimene Iredale, 1929
  - Fuegotrophon Powell, 1951
  - Gemixystus Iredale, 1929
  - Houartiella Smriglio, Mariottini & Bonfitto, 1997
  - Leptotrophon Houart, 1995
  - Litozamia Iredale, 1929
  - Minortrophon Finlay, 1926
  - Nipponotrophon Kuroda & Habe, 1971
  - Nodulotrophon Habe & Ito, 1965
  - Pagodula Monterosato, 1884
  - Paratrophon Finlay, 1926
  - Scabrotrophon McLean, 1996
  - Terefundus Finlay, 1926
  - Tromina Dall, 1918
  - Trophon Montfort, 1810
  - Trophonella Harasewych & Pastorino, 2010
  - Trophonopsis Bucquoy, Dautzenberg & Dollfus, 1882
  - Xenotrophon Iredale, 1929
  - Xymene Iredale, 1915
  - Xymenopsis Powell, 1951
- Typhinae Cossmann, 1903
  - Brasityphis Absalão & Santos, 2003
  - Distichotyphis Keen & Campbell, 1964
  - Haustellotyphis Jousseaume, 1880
  - Indotyphis Keen, 1944 †
  - Laevityphis Cossmann, 1903
  - Lyrotyphis Jousseaume, 1880 †
  - Monstrotyphis Habe, 1961
  - Pilsbrytyphis Woodring, 1959 †
  - Rugotyphis Vella, 1961 †
  - Siphonochelus Jousseaume, 1880
  - Typhina Jousseaume, 1880
  - Typhinellus Jousseaume, 1880
  - Typhis Montfort, 1810
  - Typhisala Jousseaume, 1881
  - Typhisopsis Jousseaume, 1880

Synonyms
- Subfamily Aspellinae Keen, 1971: synonym of Muricinae Rafinesque, 1815
- Subfamily Drupinae Wenz, 1938: synonym of Rapaninae Gray, 1853
- Genus Drupinia [sic]: synonym of Drupina Dall, 1923
- Genus Galeropsis Hupé, 1860: synonym of Coralliophila H. Adams & A. Adams, 1853

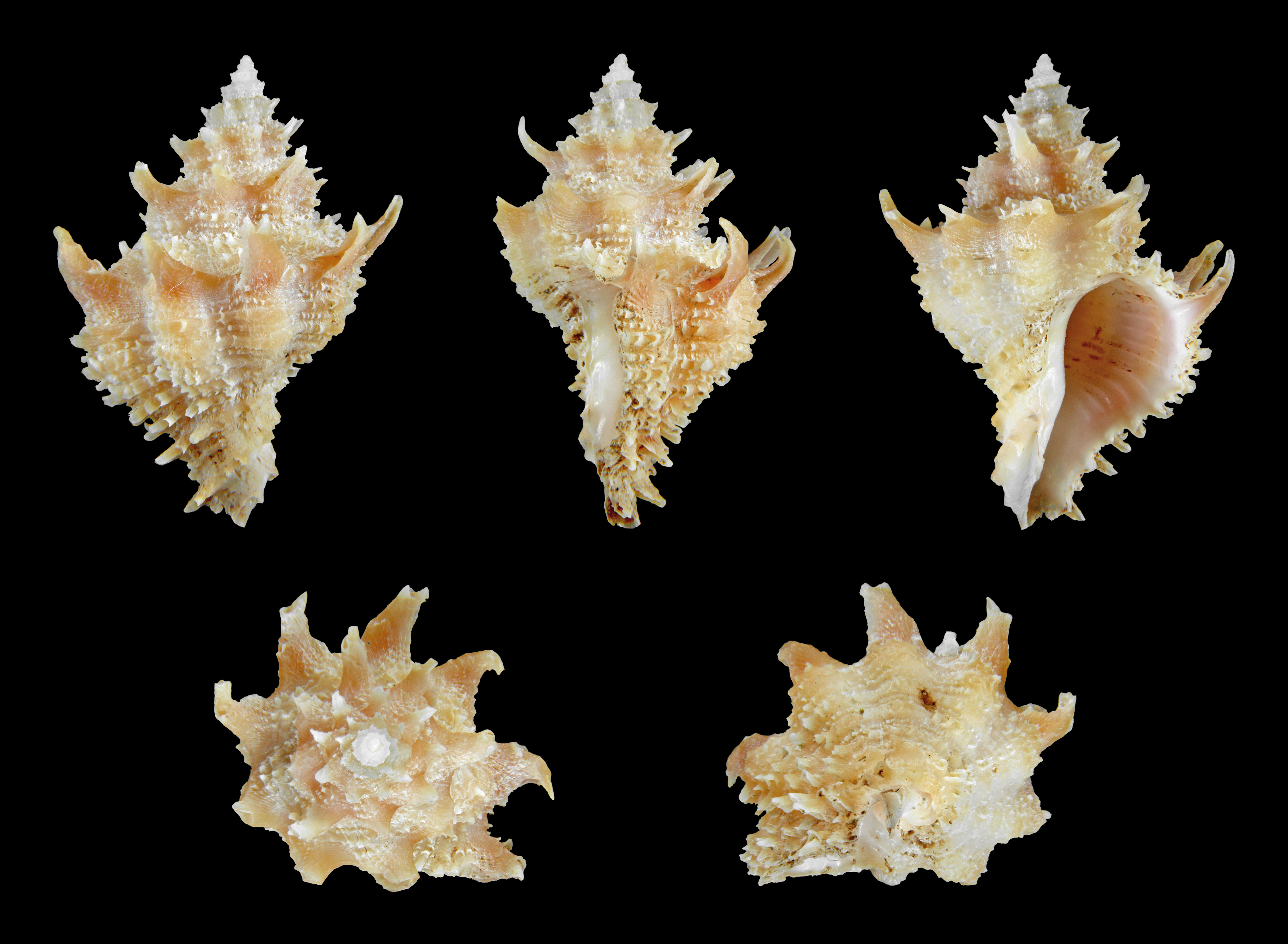
Babelomurex nagahorii
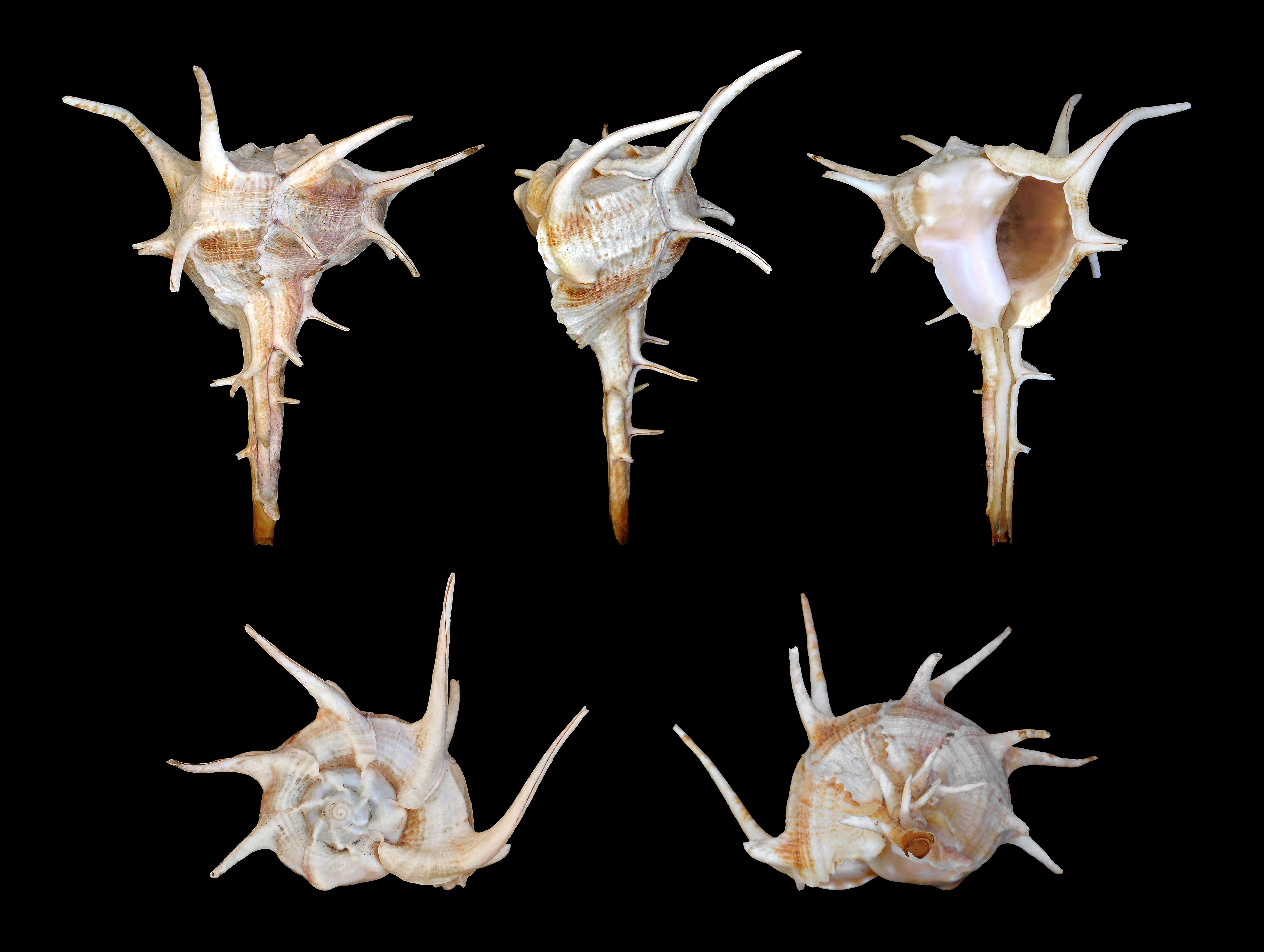
Bolinus cornutus
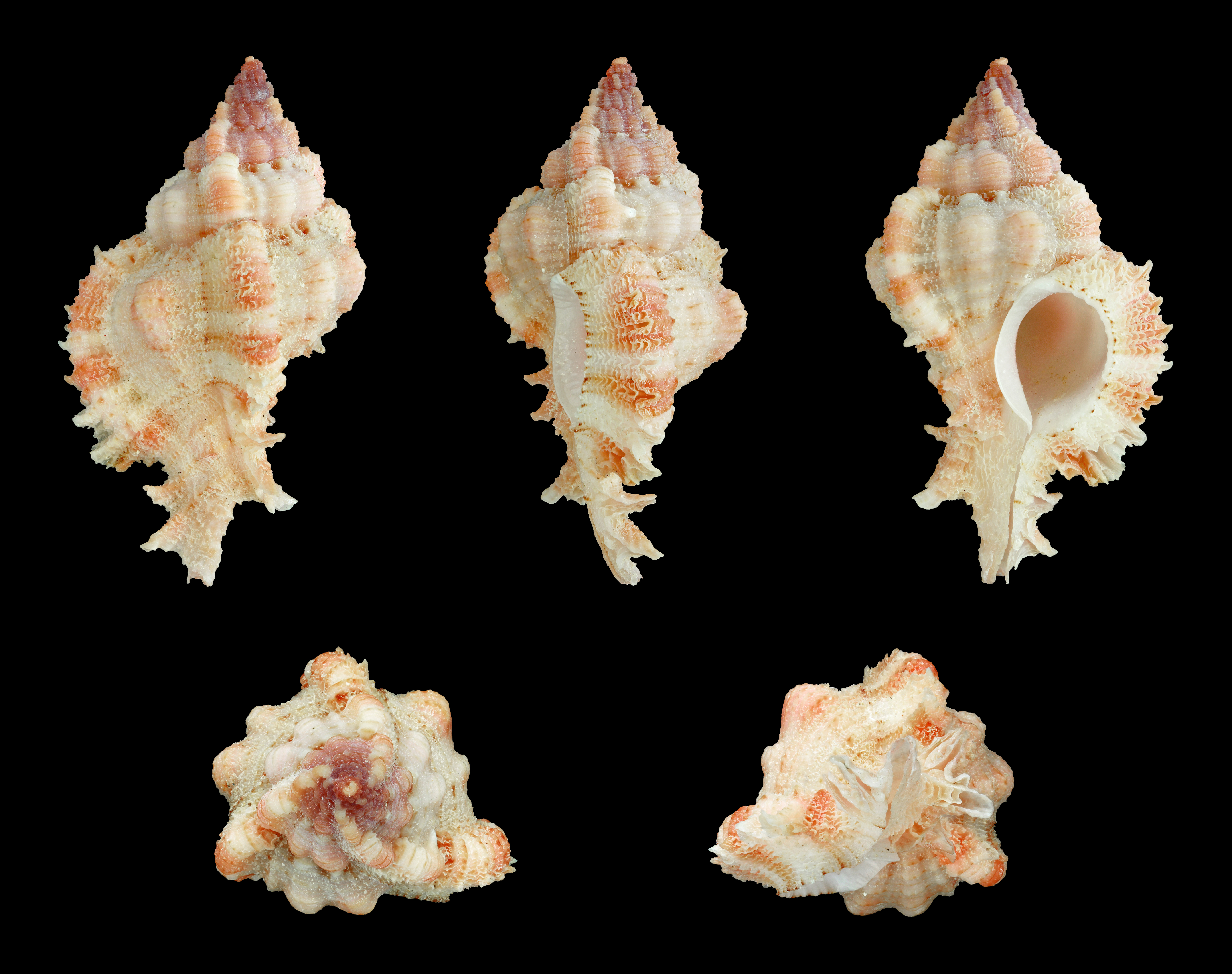
Chicomurex venustulus
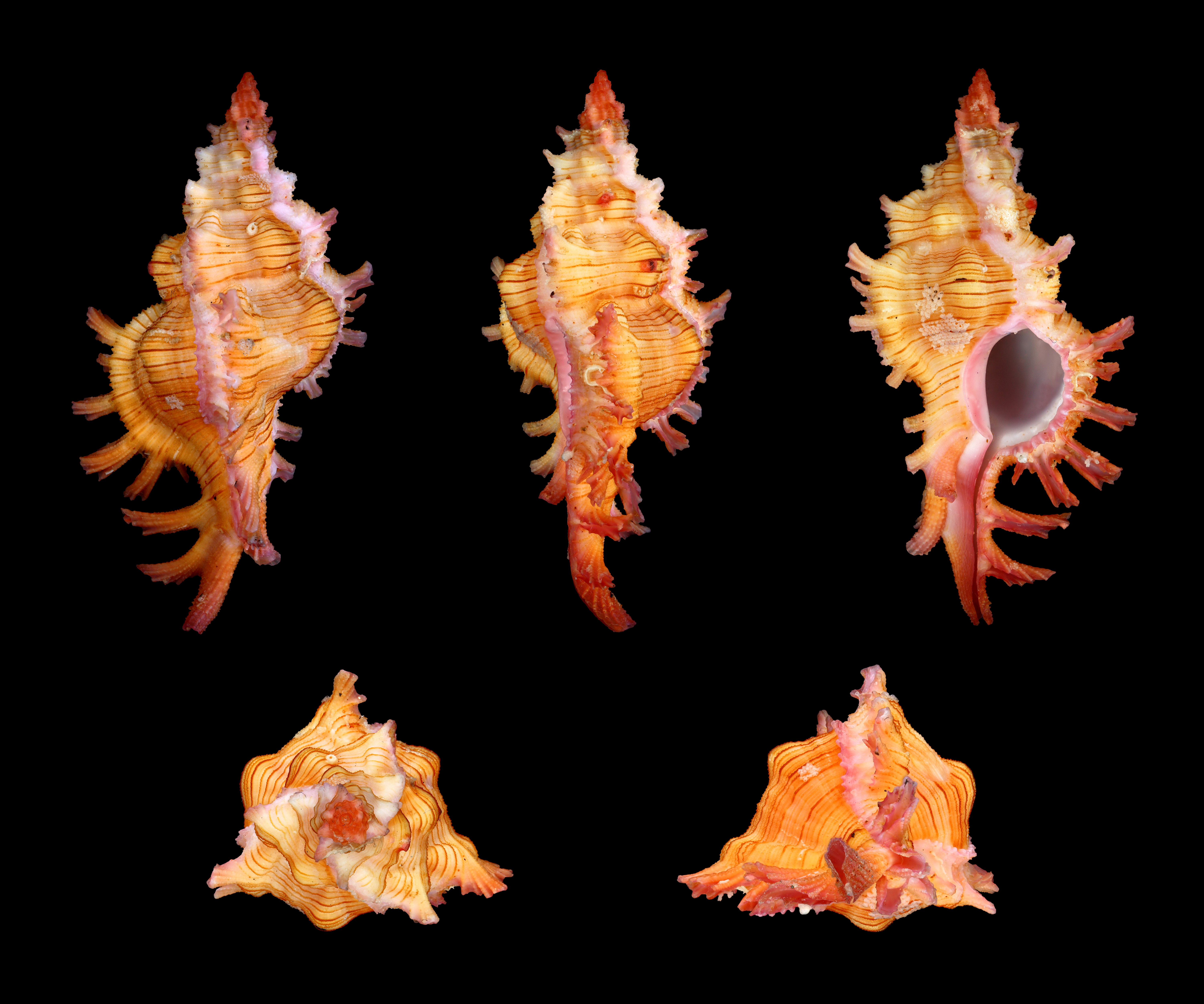
Chicoreus aculeatus
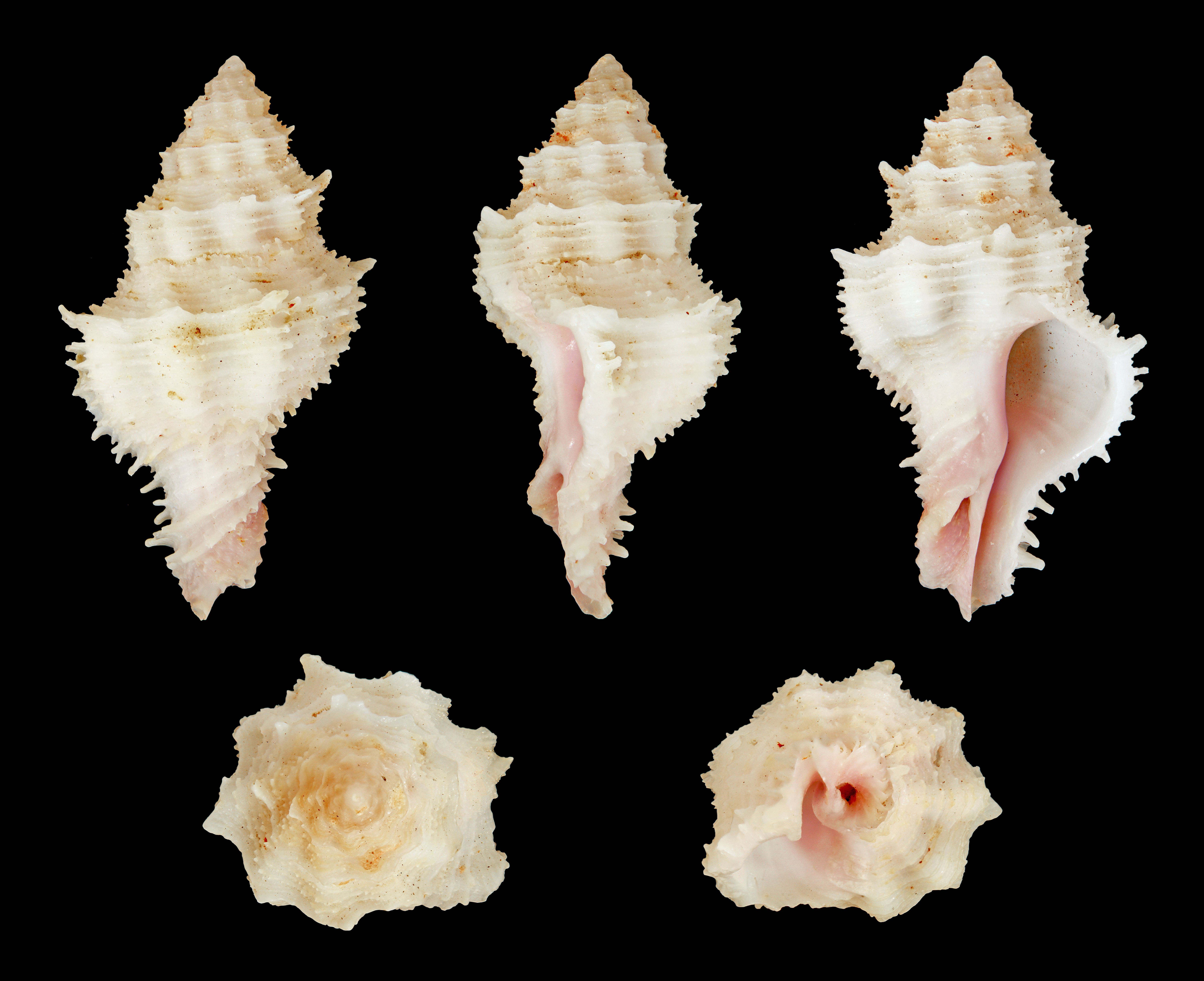
Coralliophila fearnleyi
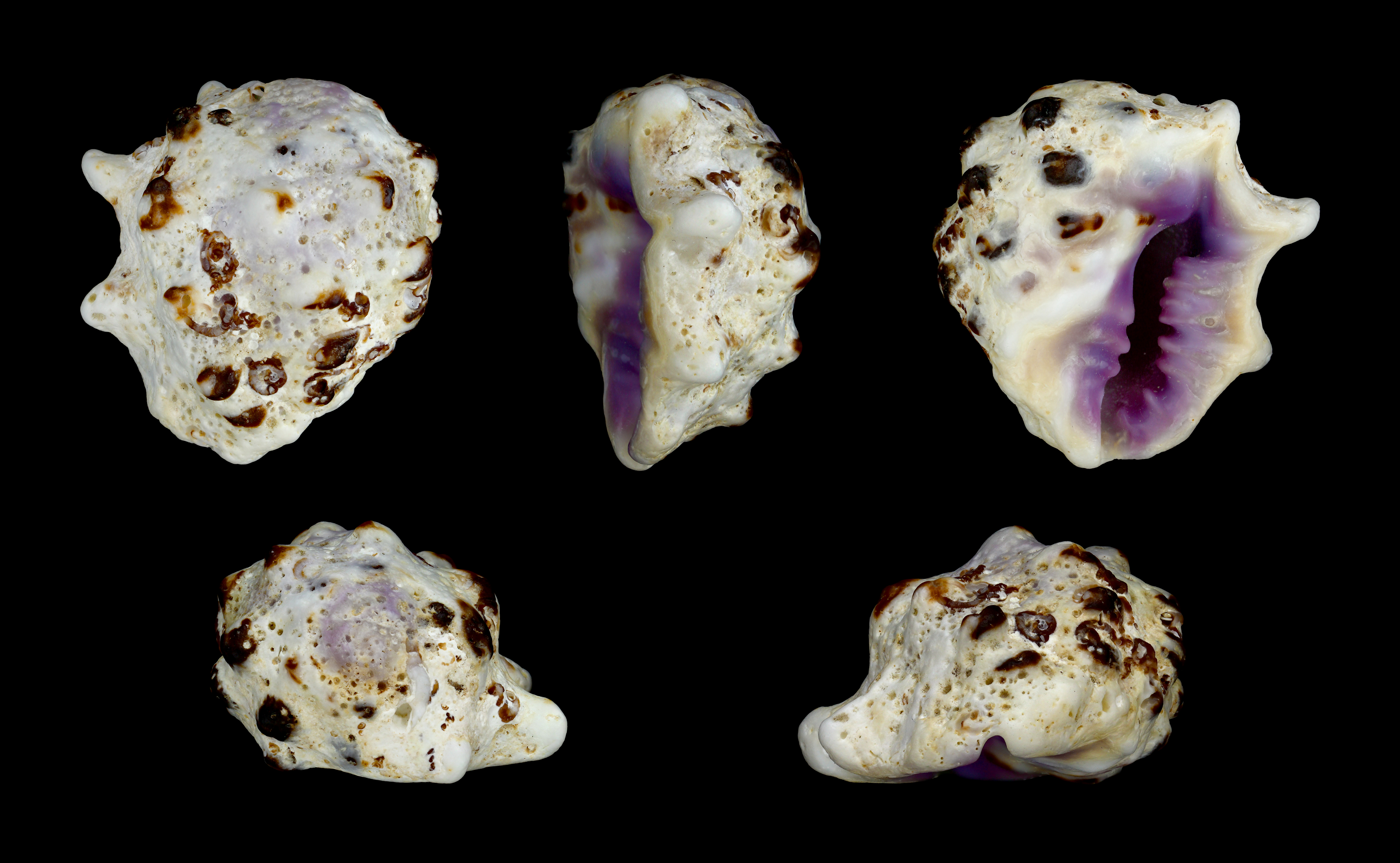
Drupa morum
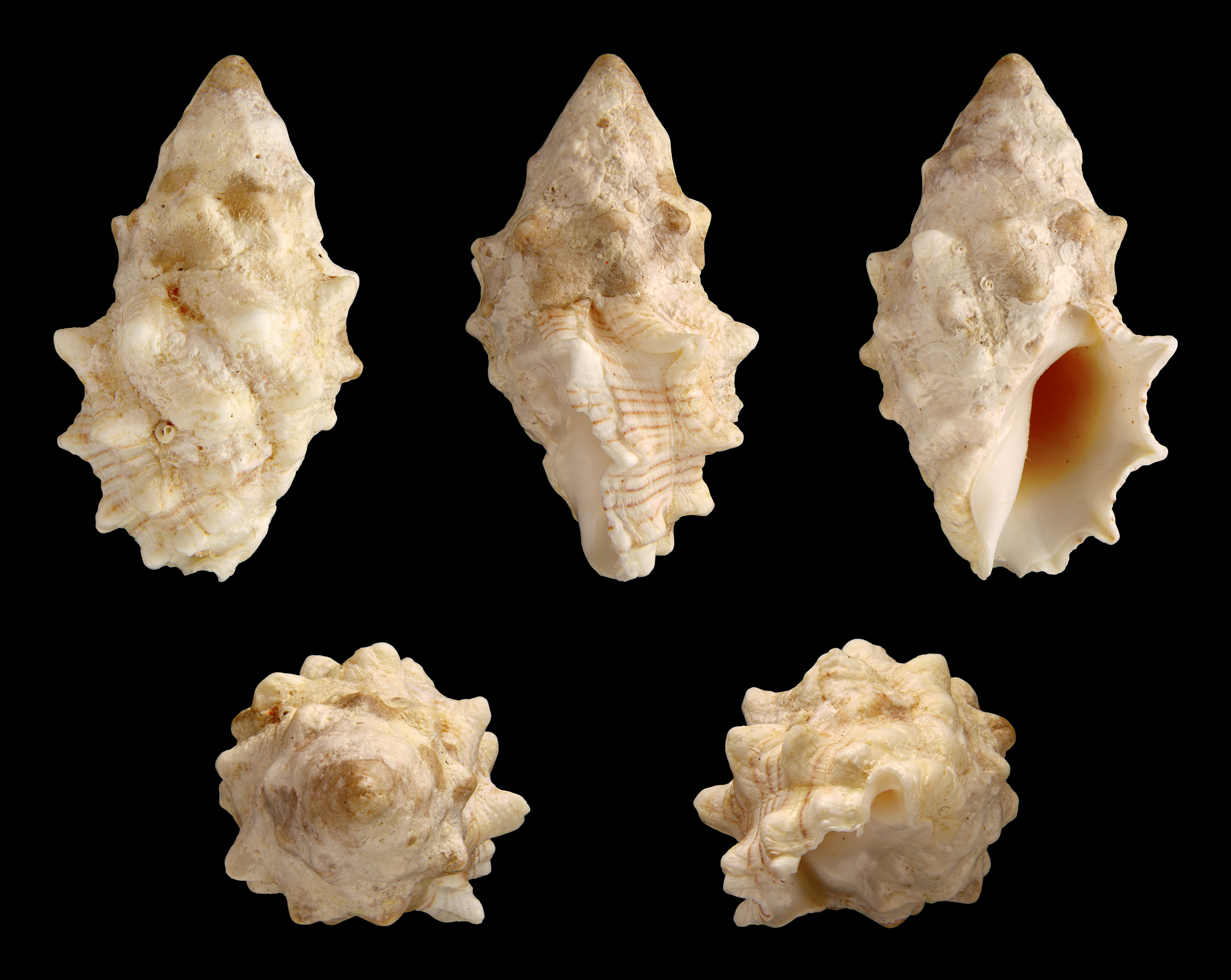
Drupella cornus
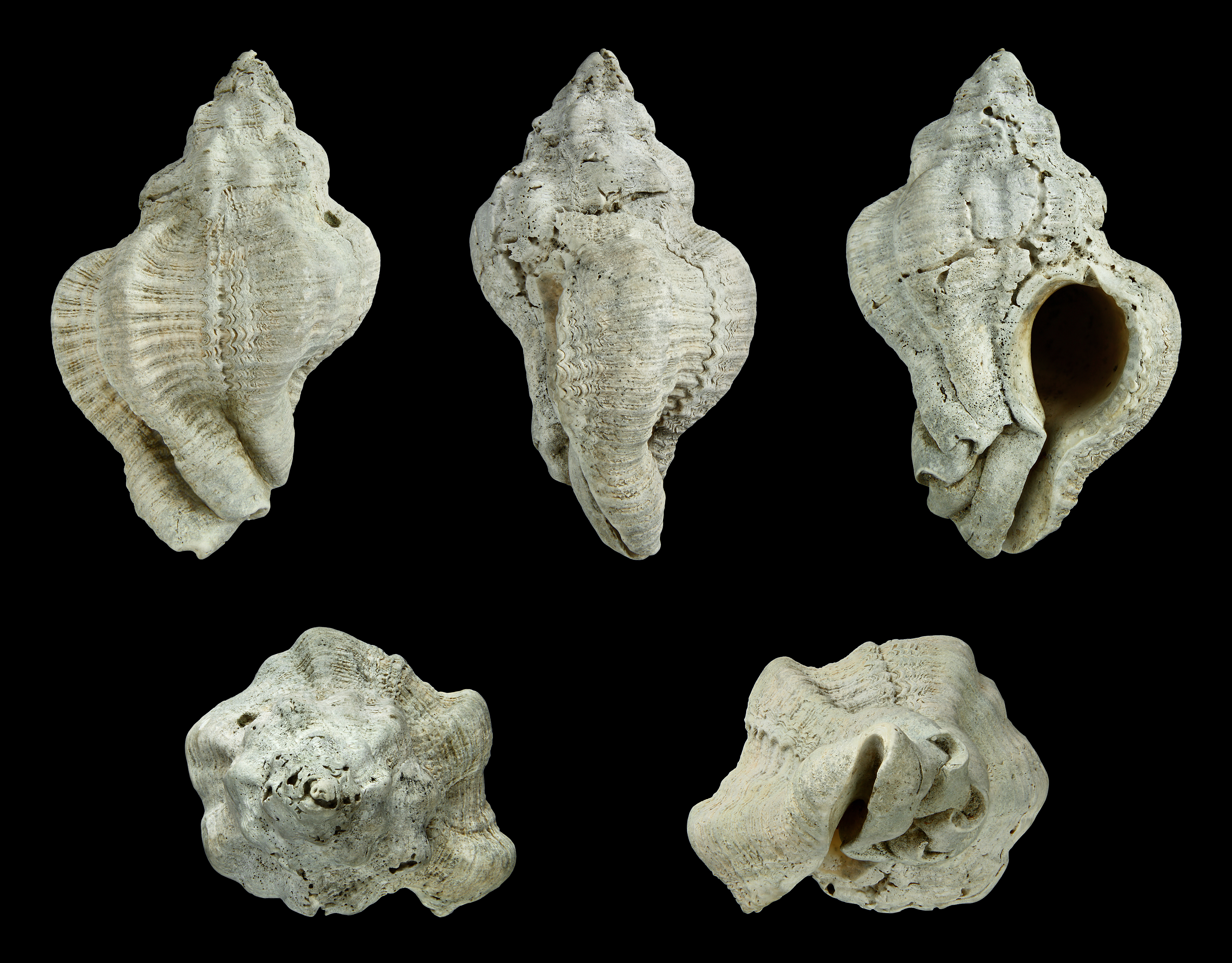
Hadriania trunculata
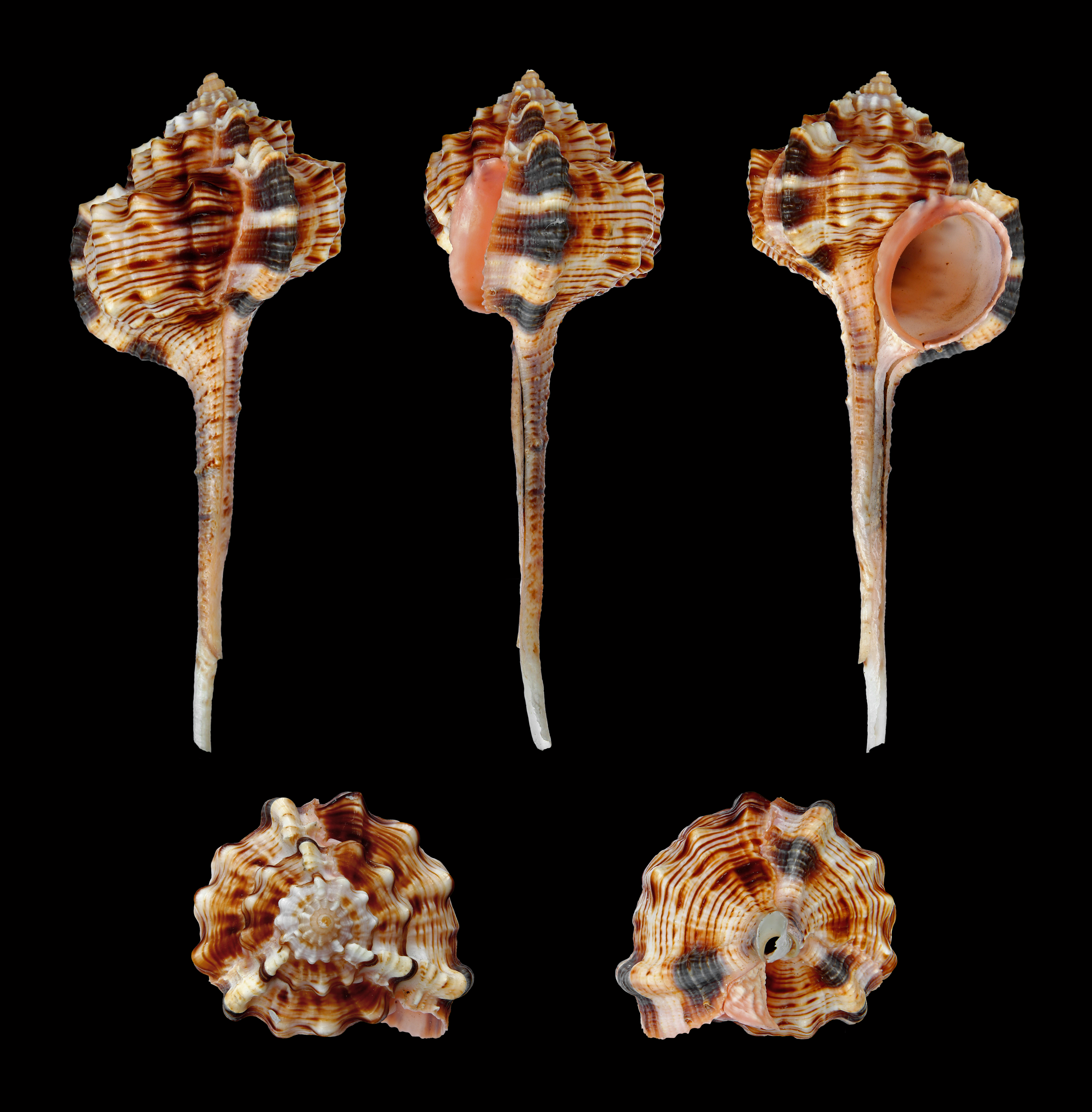
Haustellum haustellum
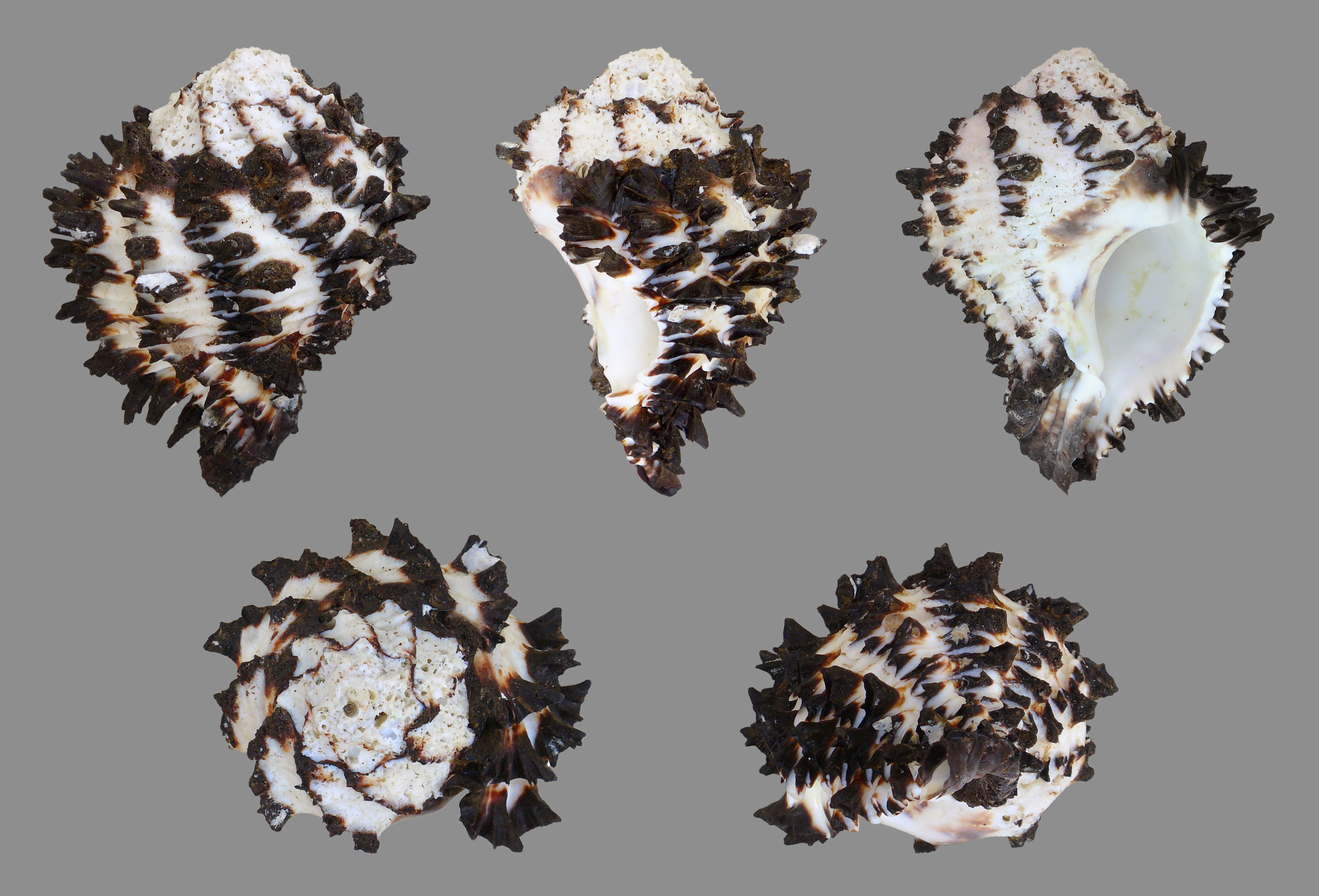
Hexaplex radix
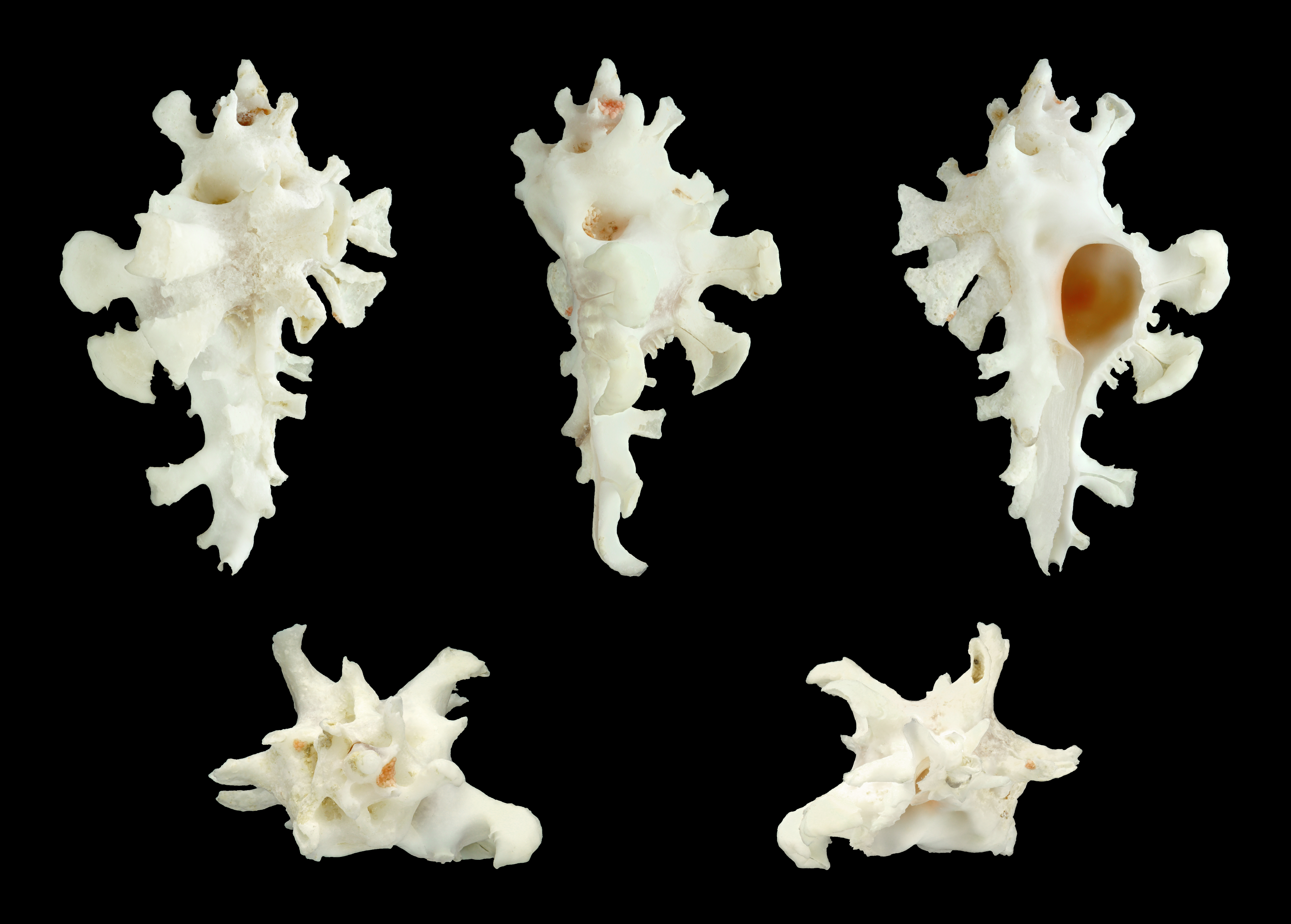
Homalocantha zamboi
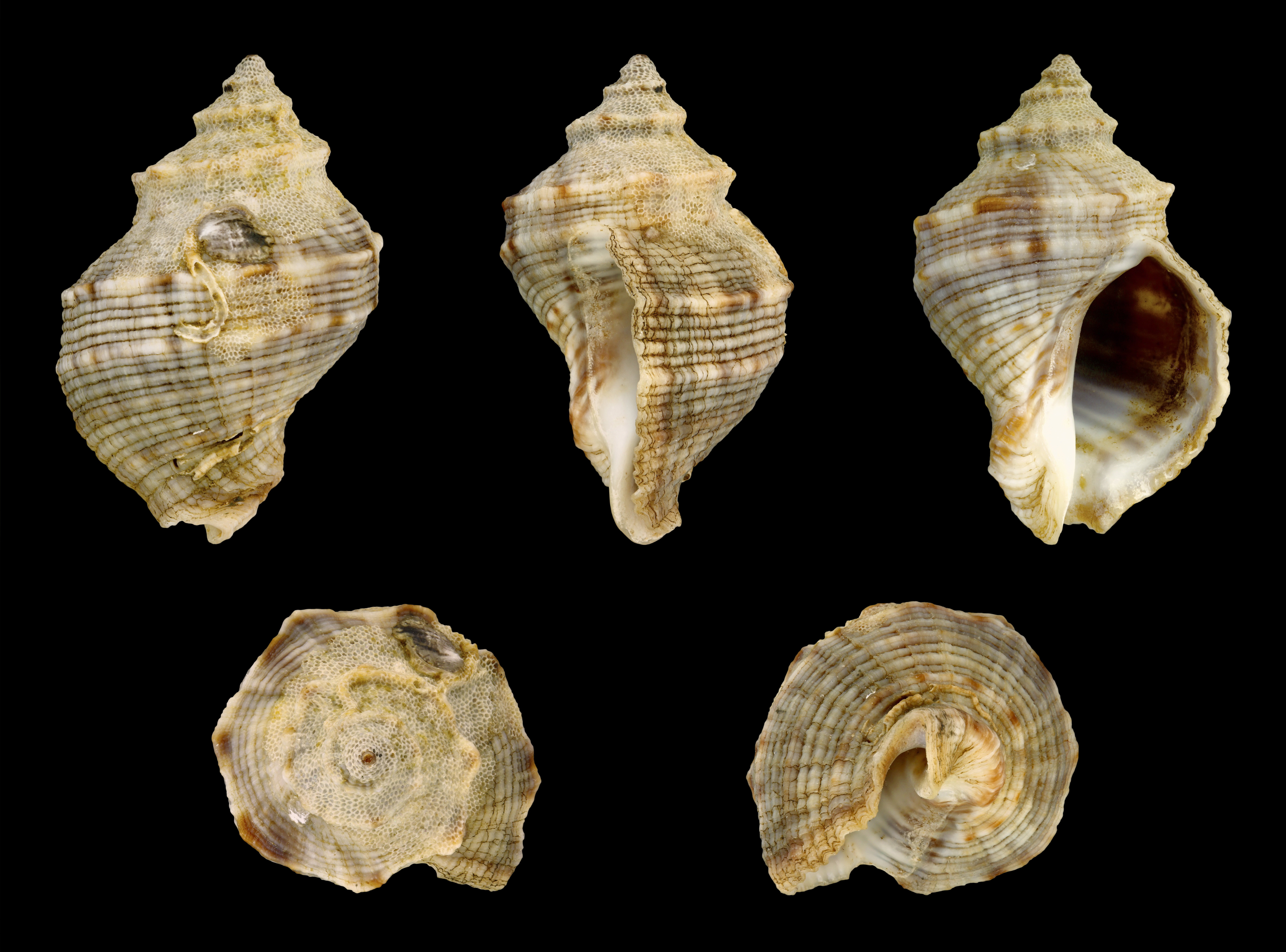
Indothais malayensis
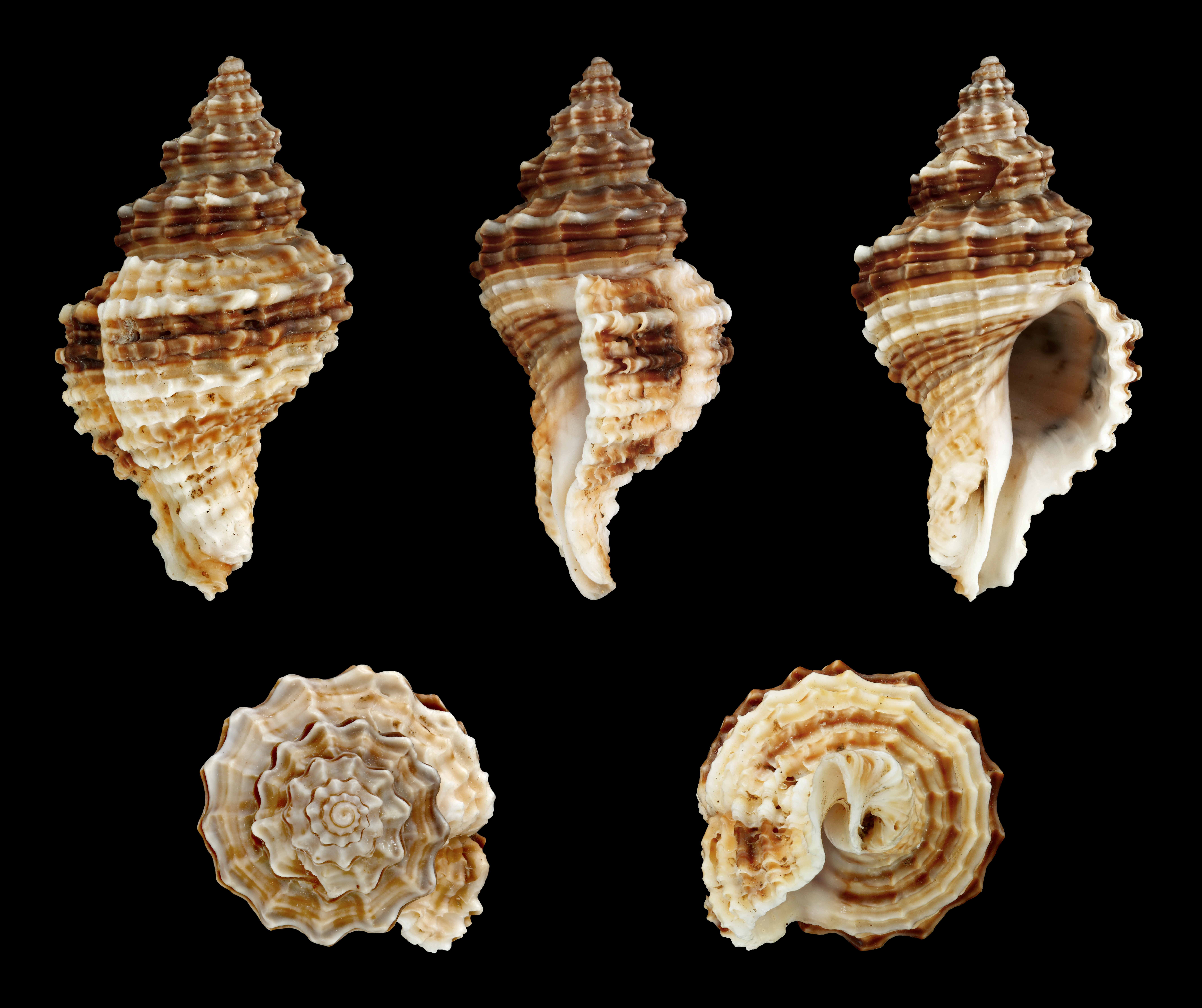
Lataxiena fimbriata
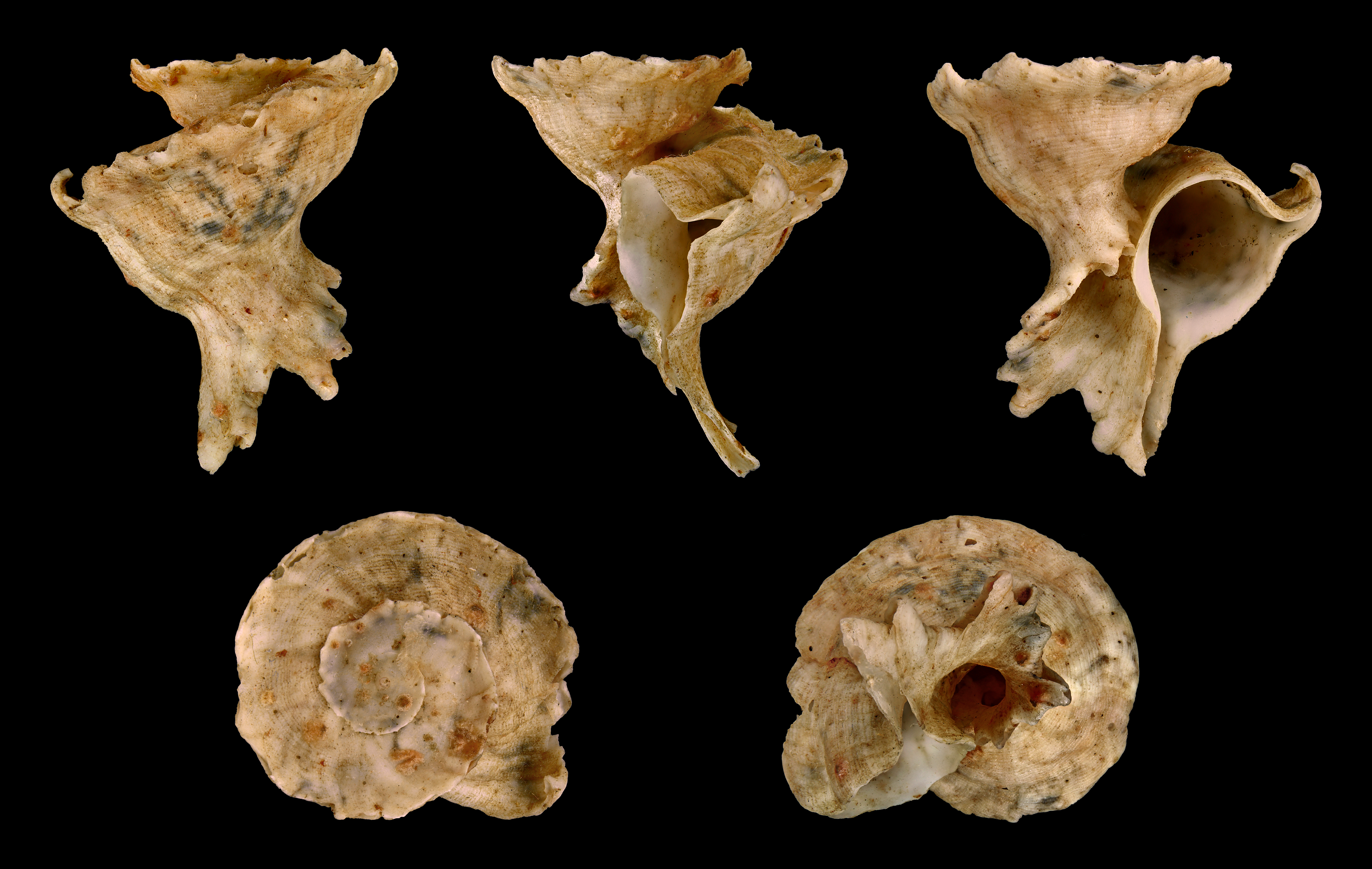
Latiaxis mawae
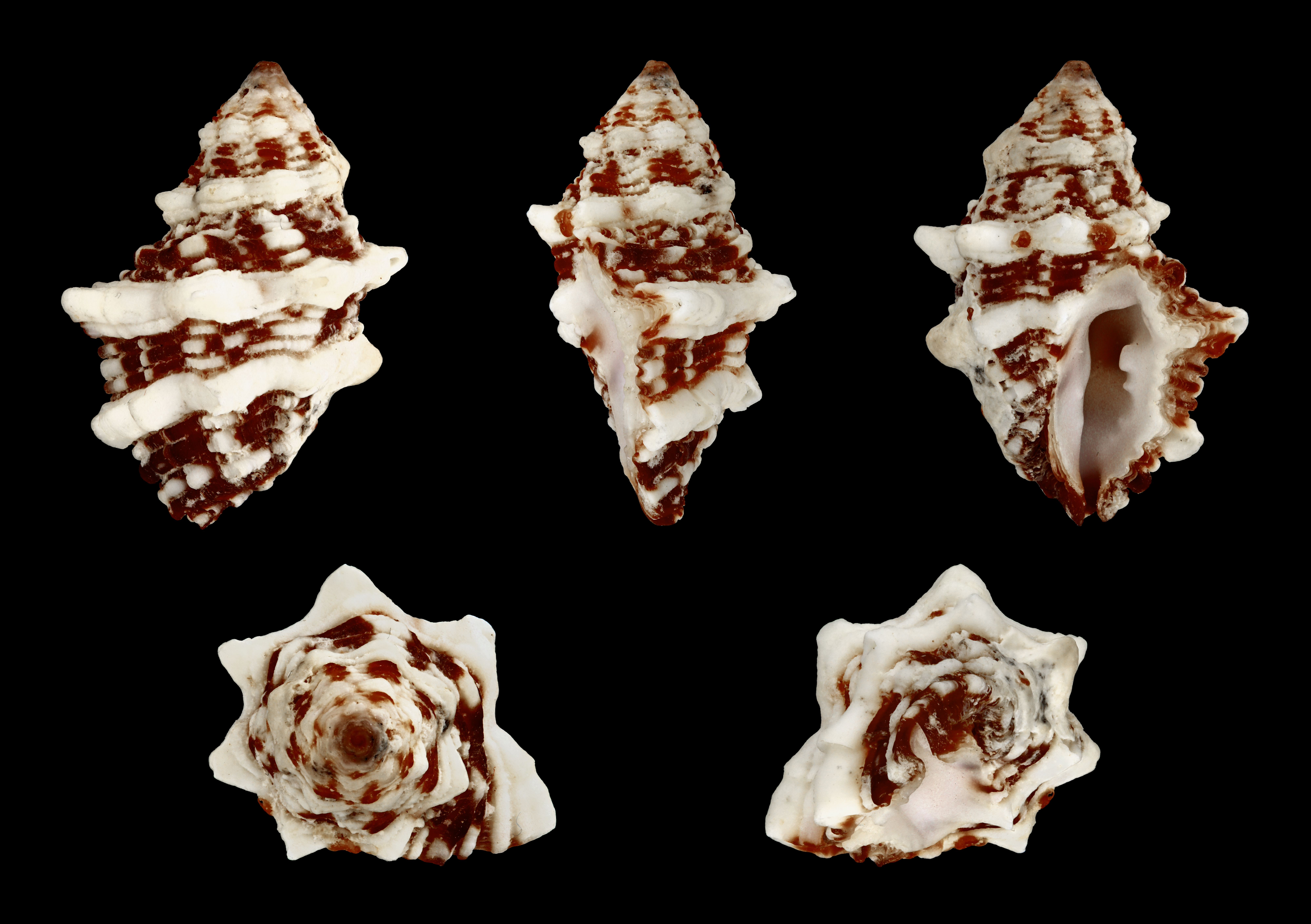
Morula biconica
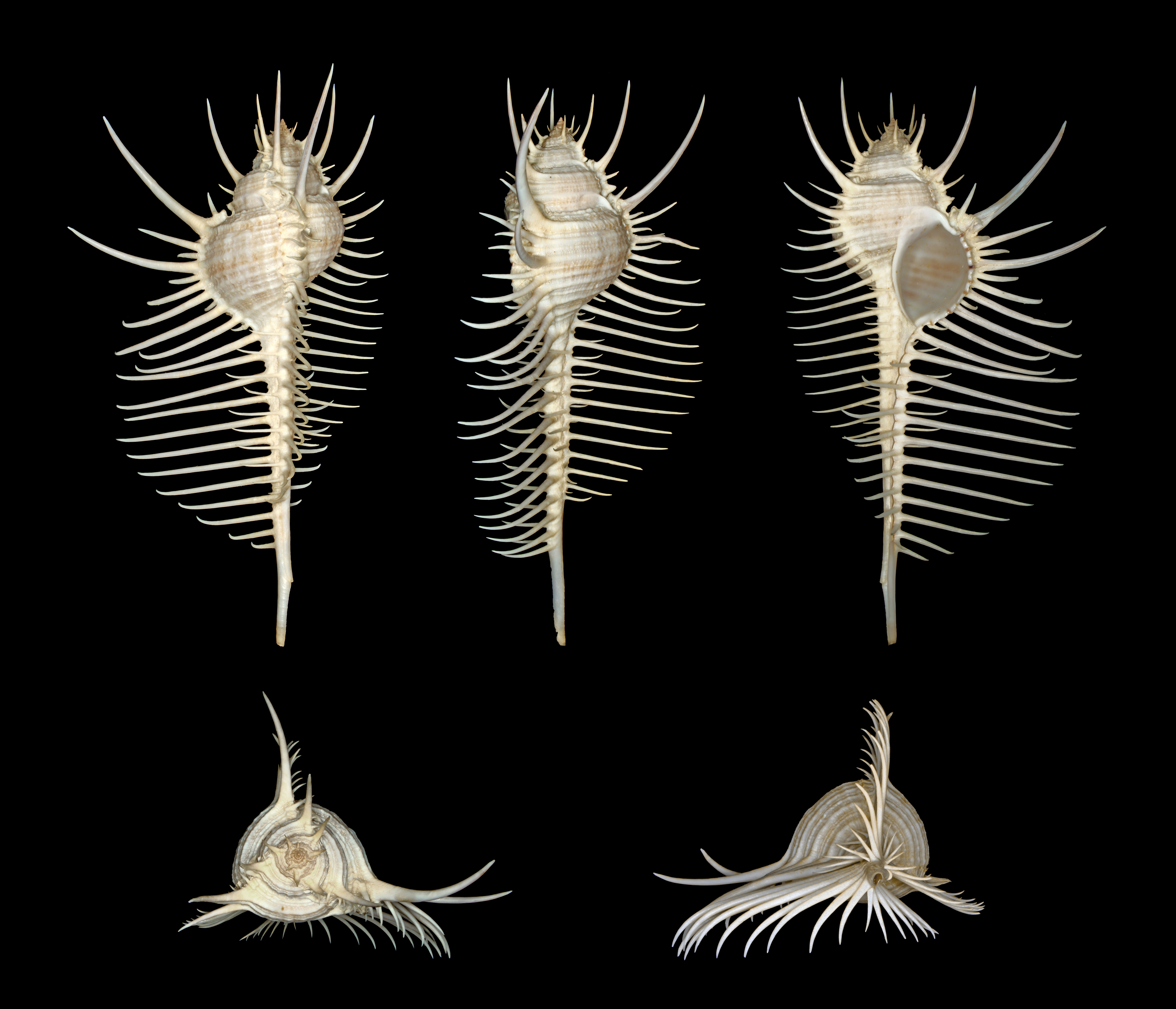
Murex pecten
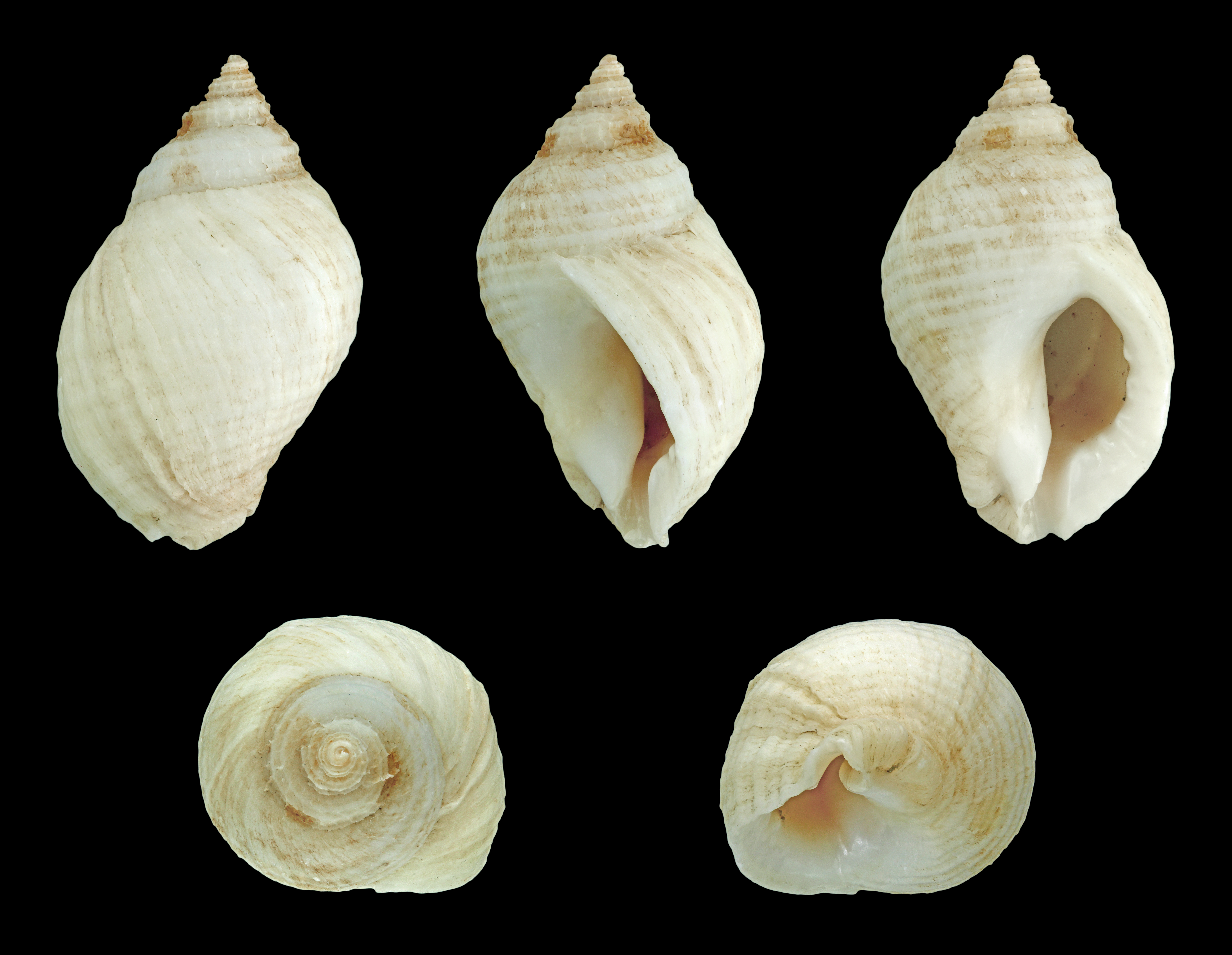
Nucella lapillus
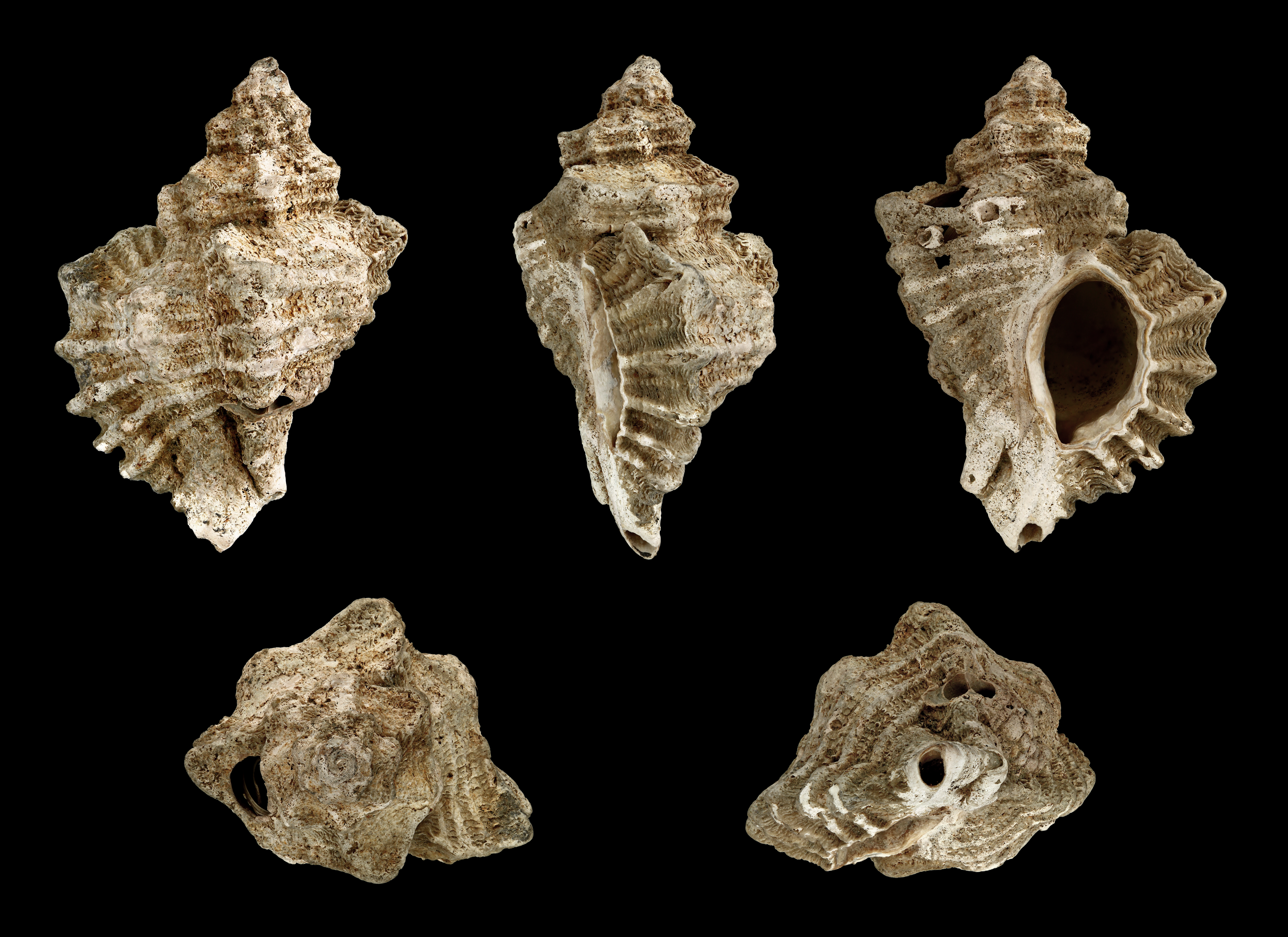
Ocenebra erinacea
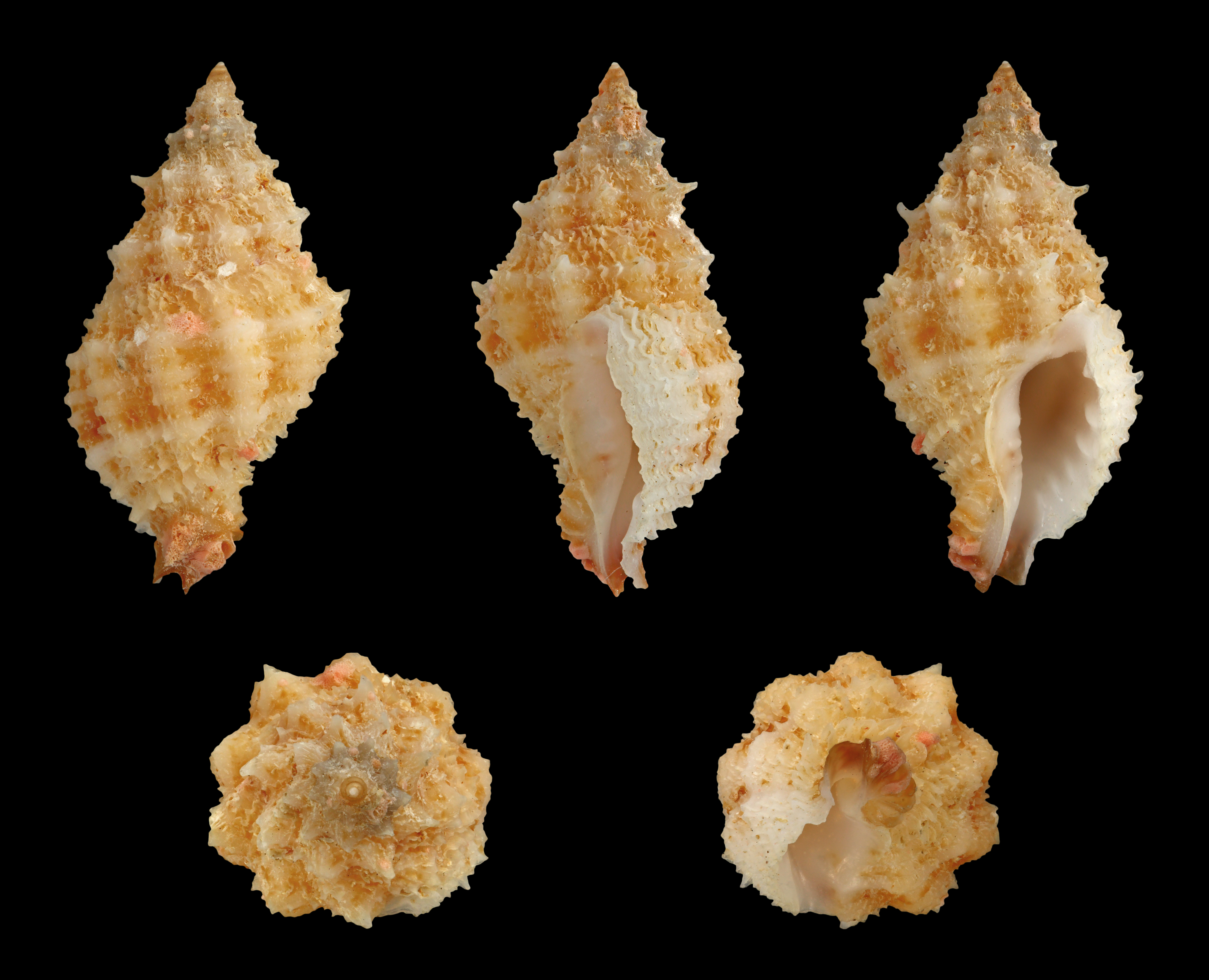
Orania pacifica
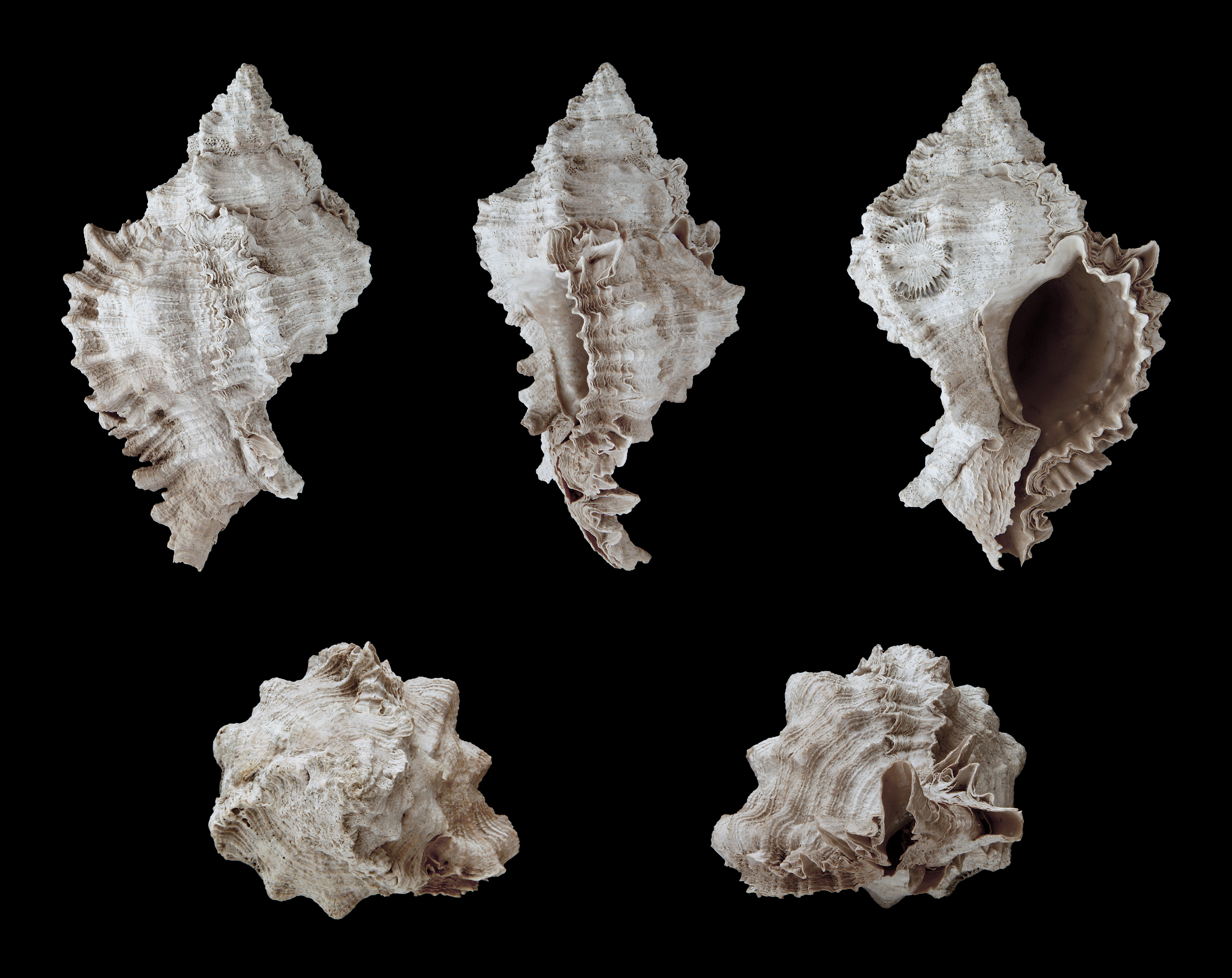
Phyllonotus evergladensis
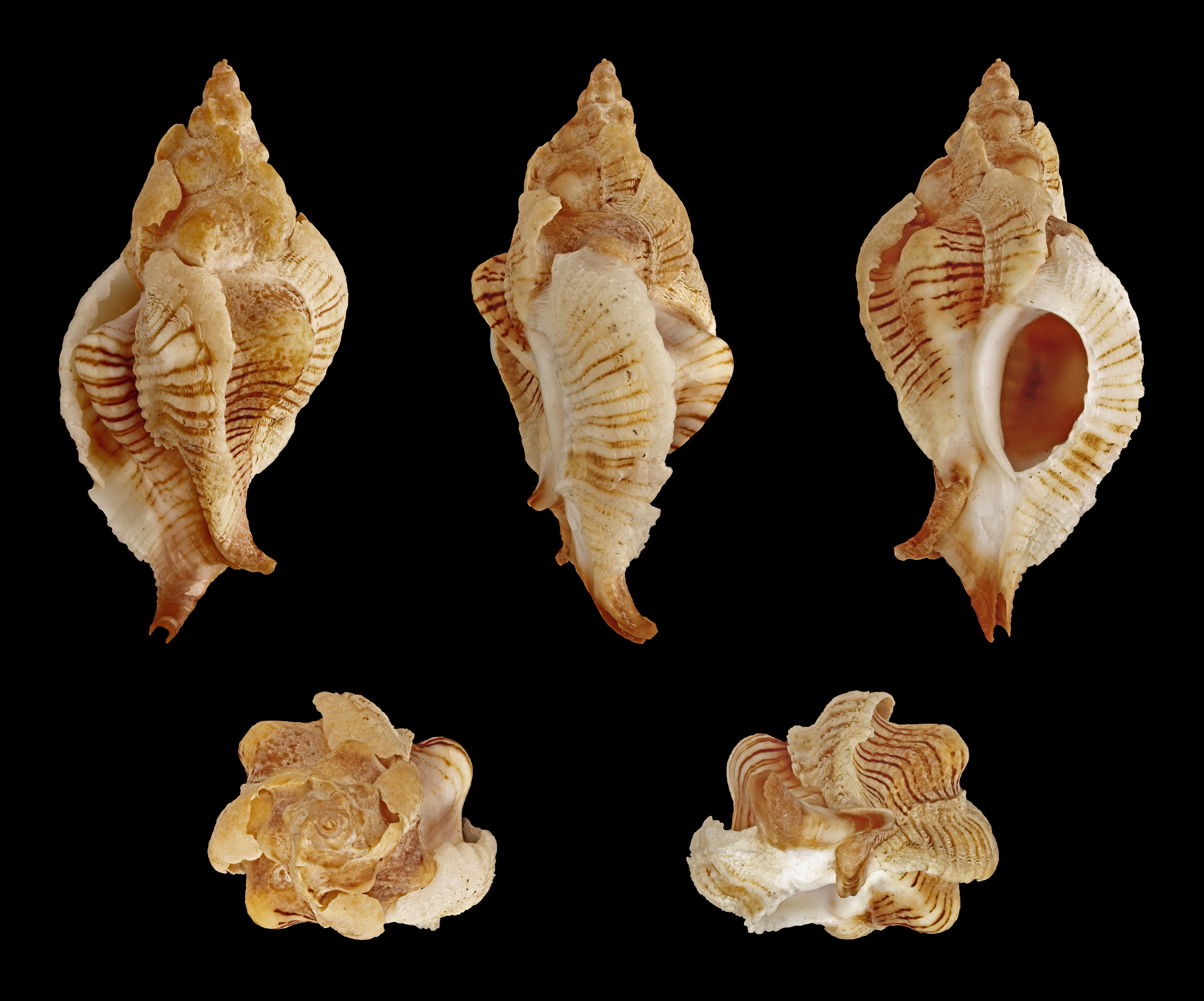
Pteropurpura festiva
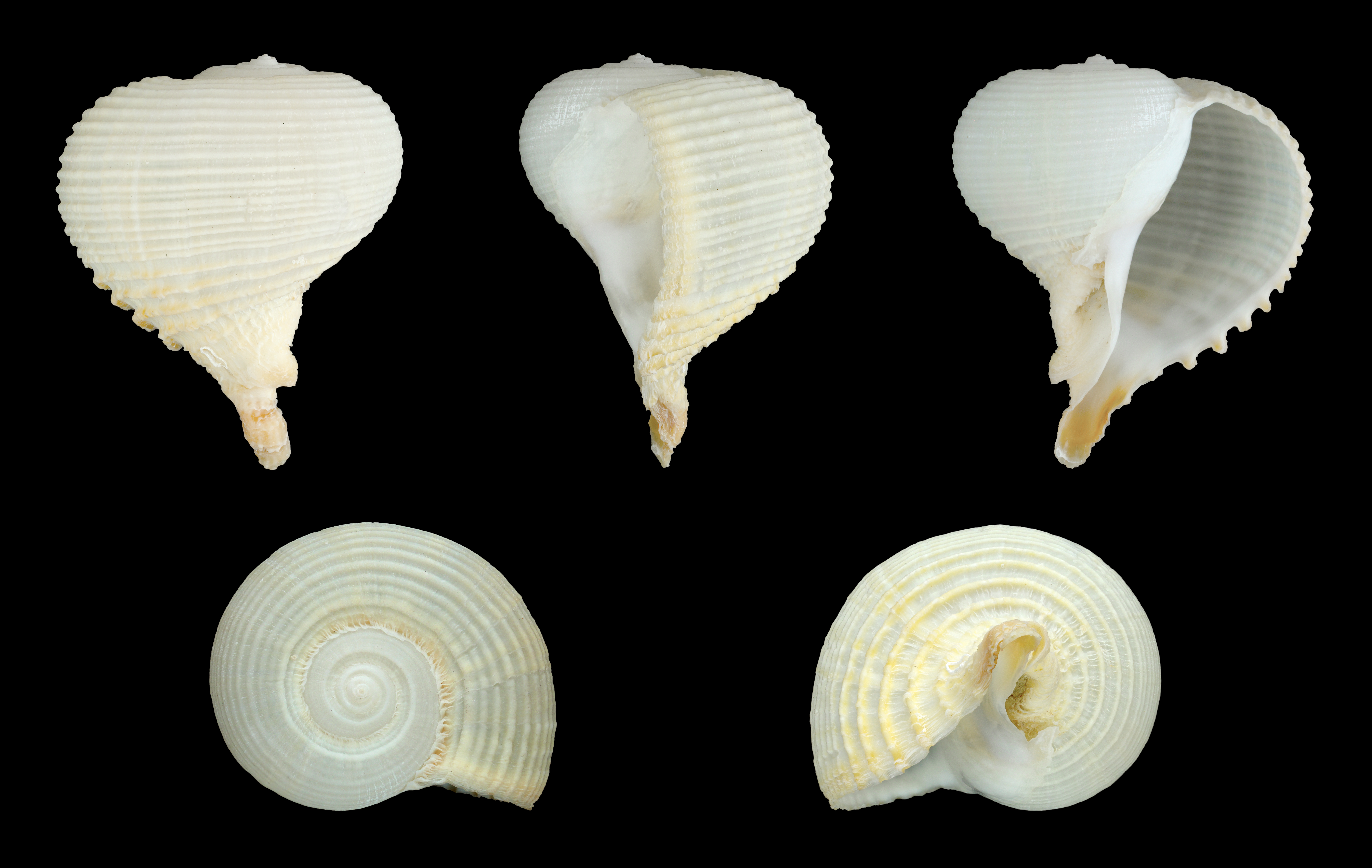
Rapa rapa
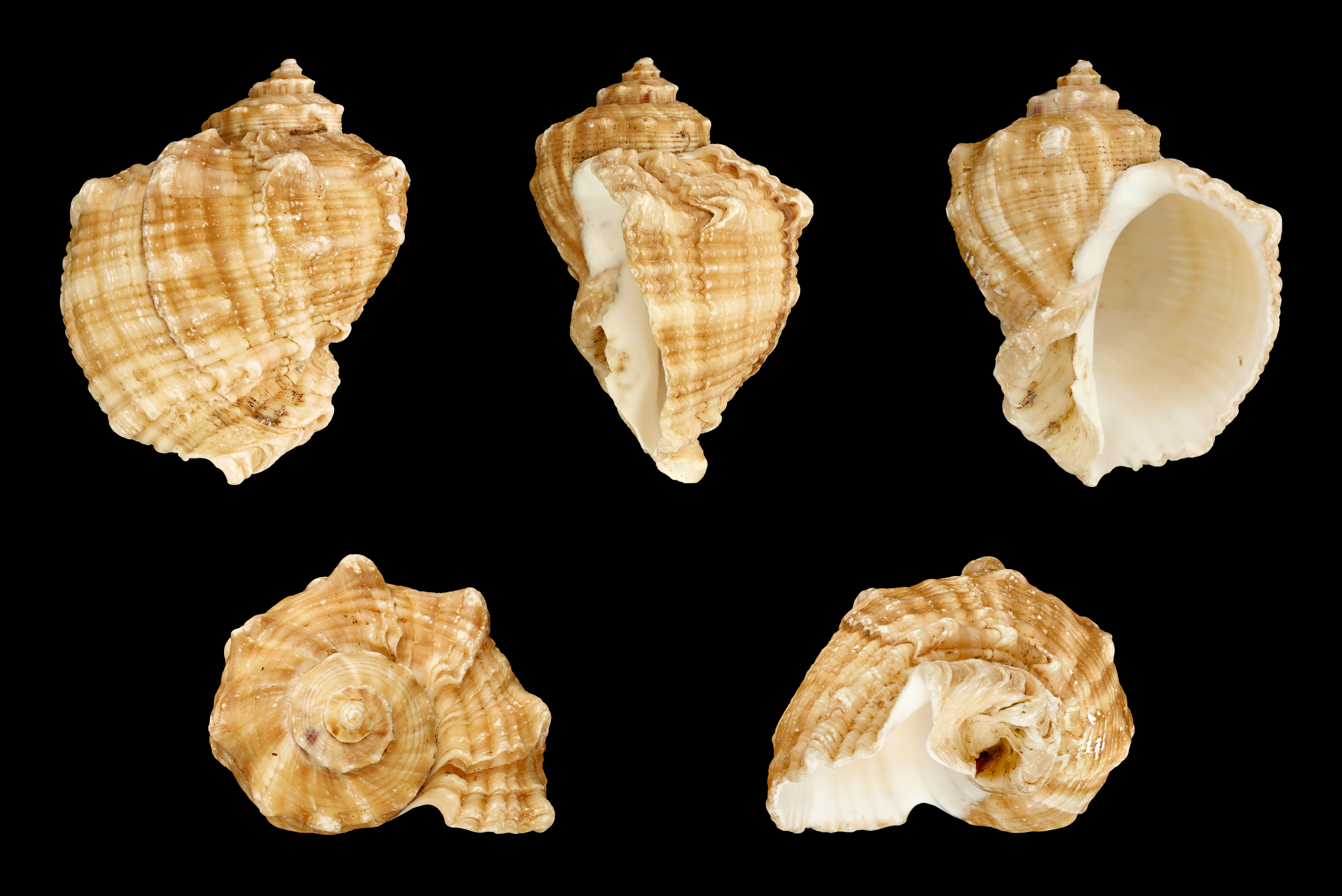
Rapana bezoar
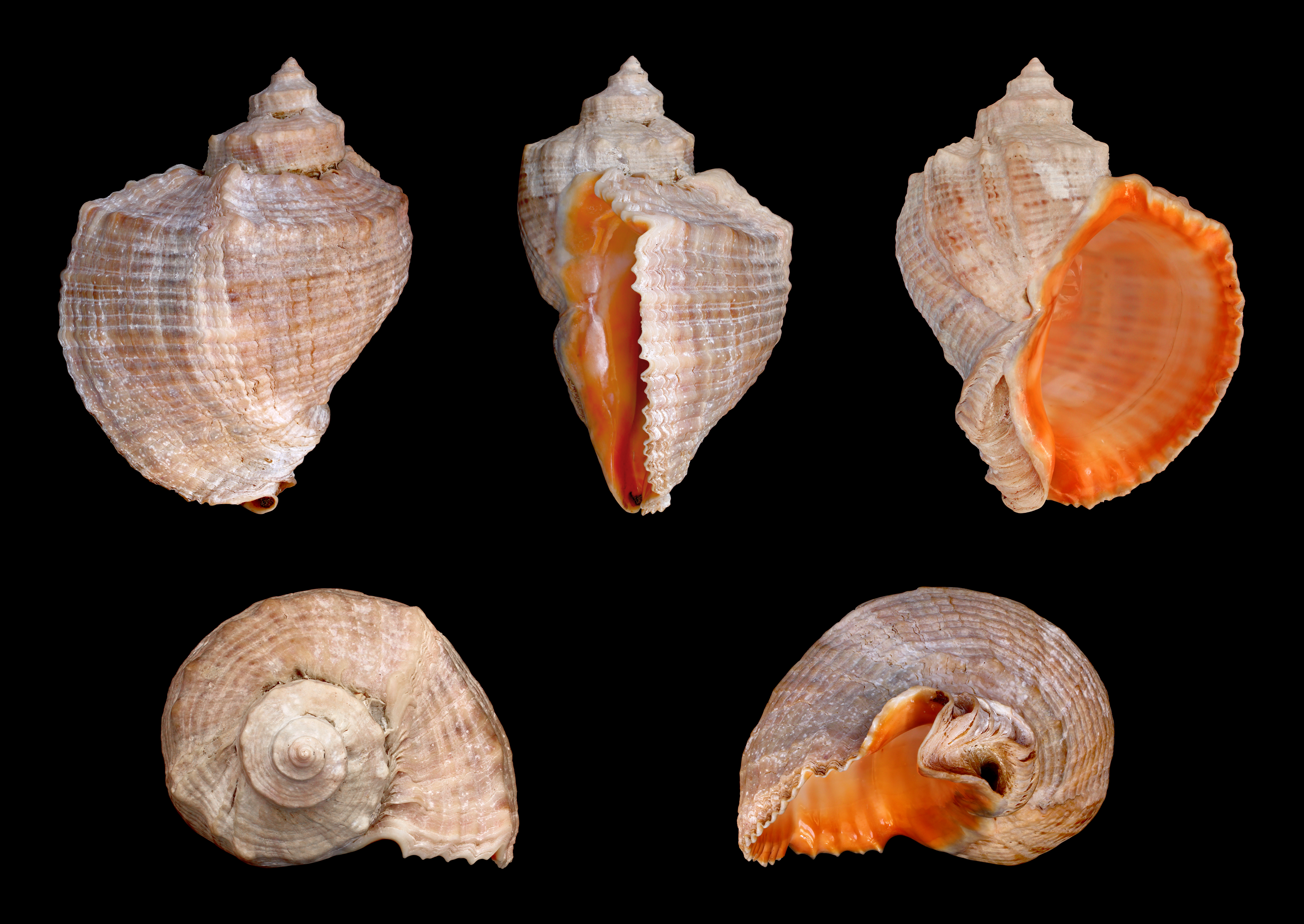
Rapana venosa
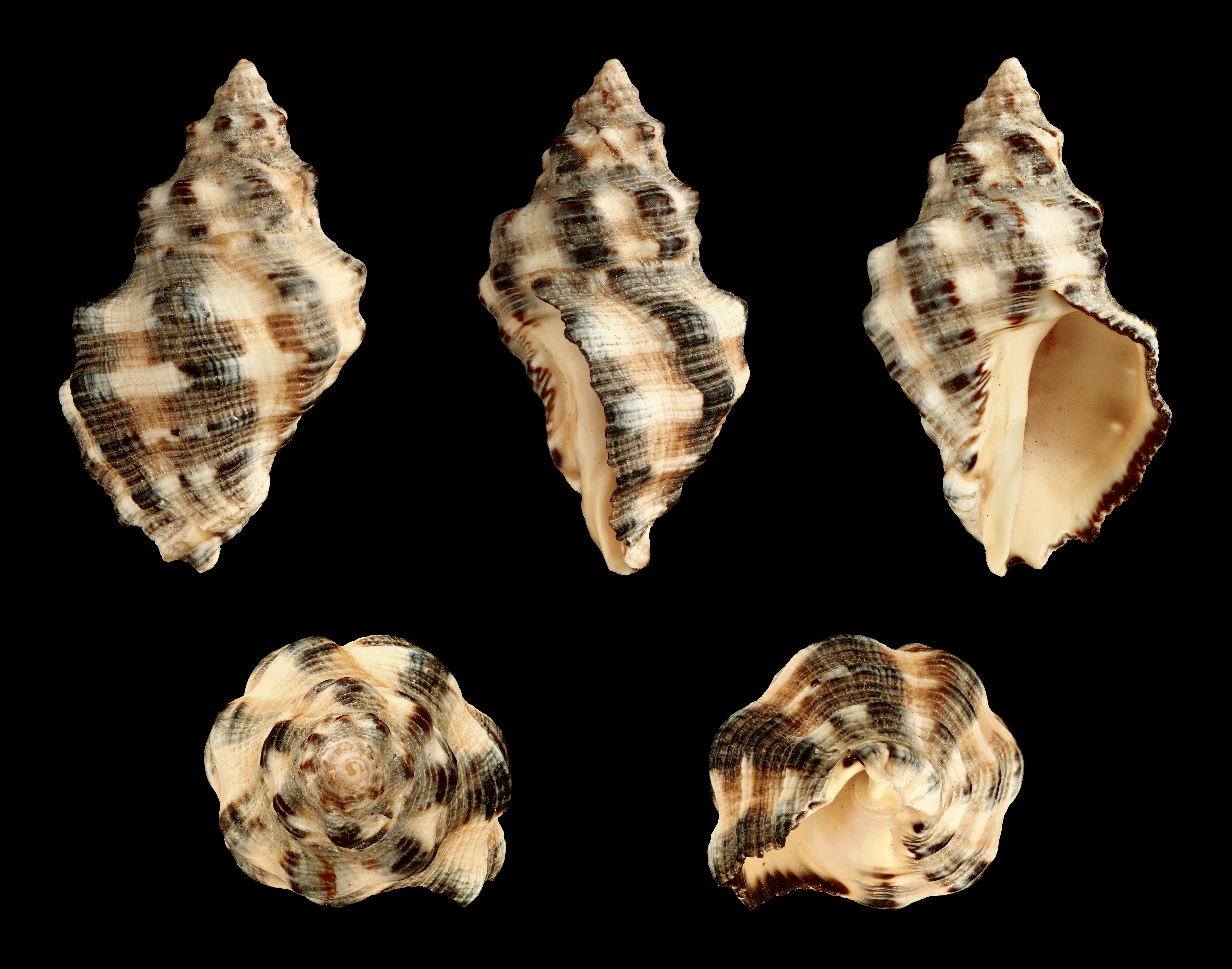
Reishia bronni
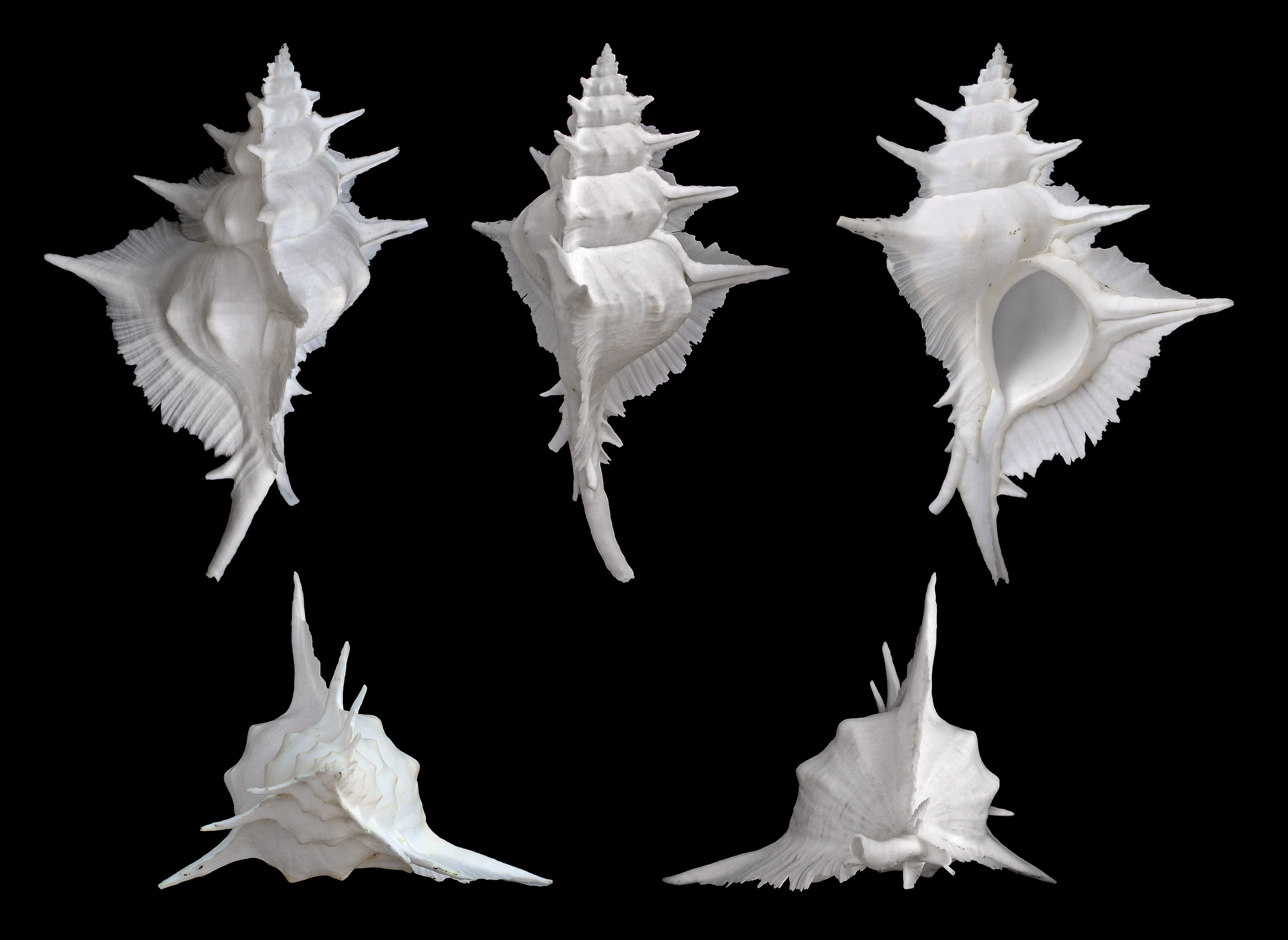
Siratus alabaster
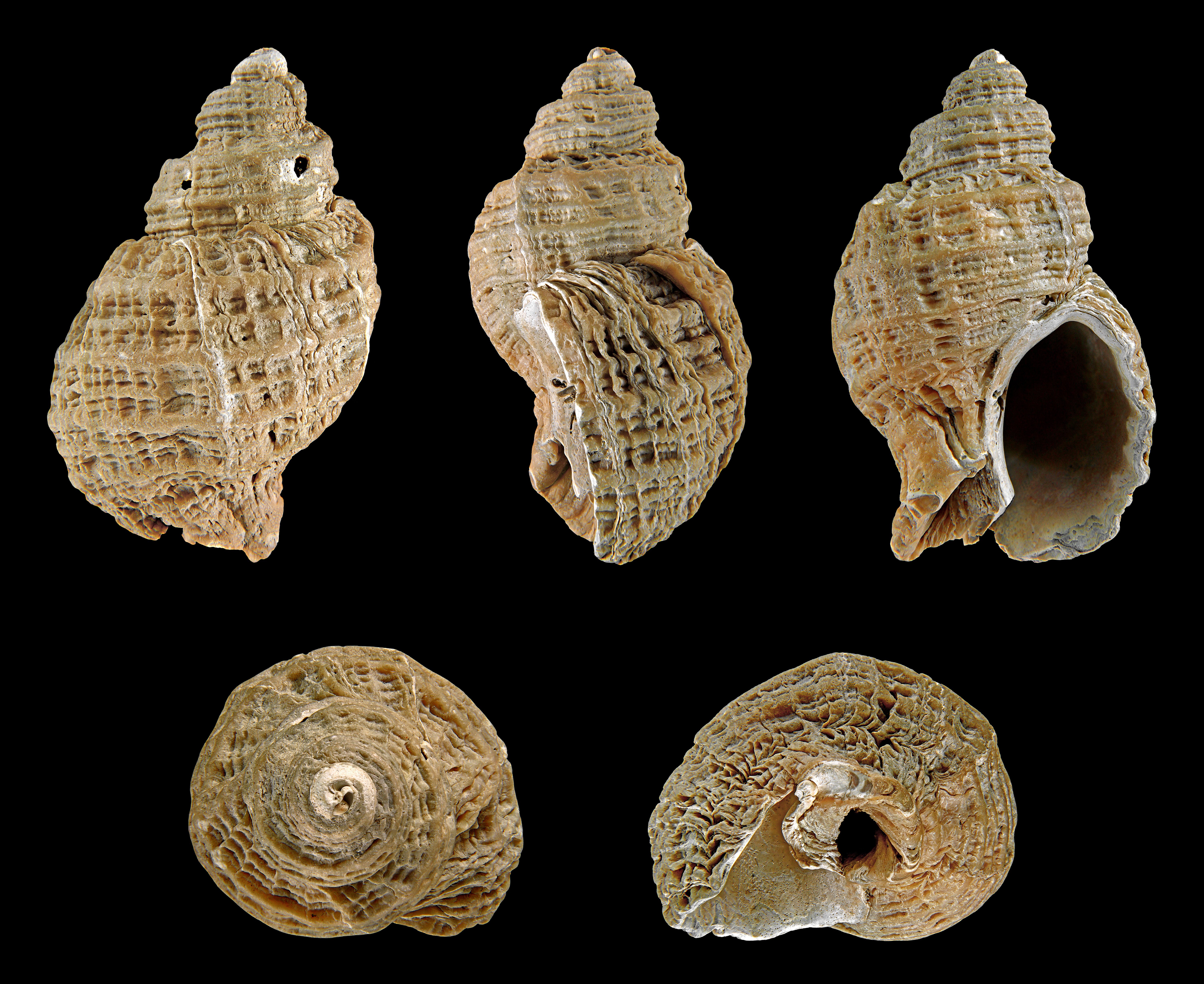
Spinucella tetragona
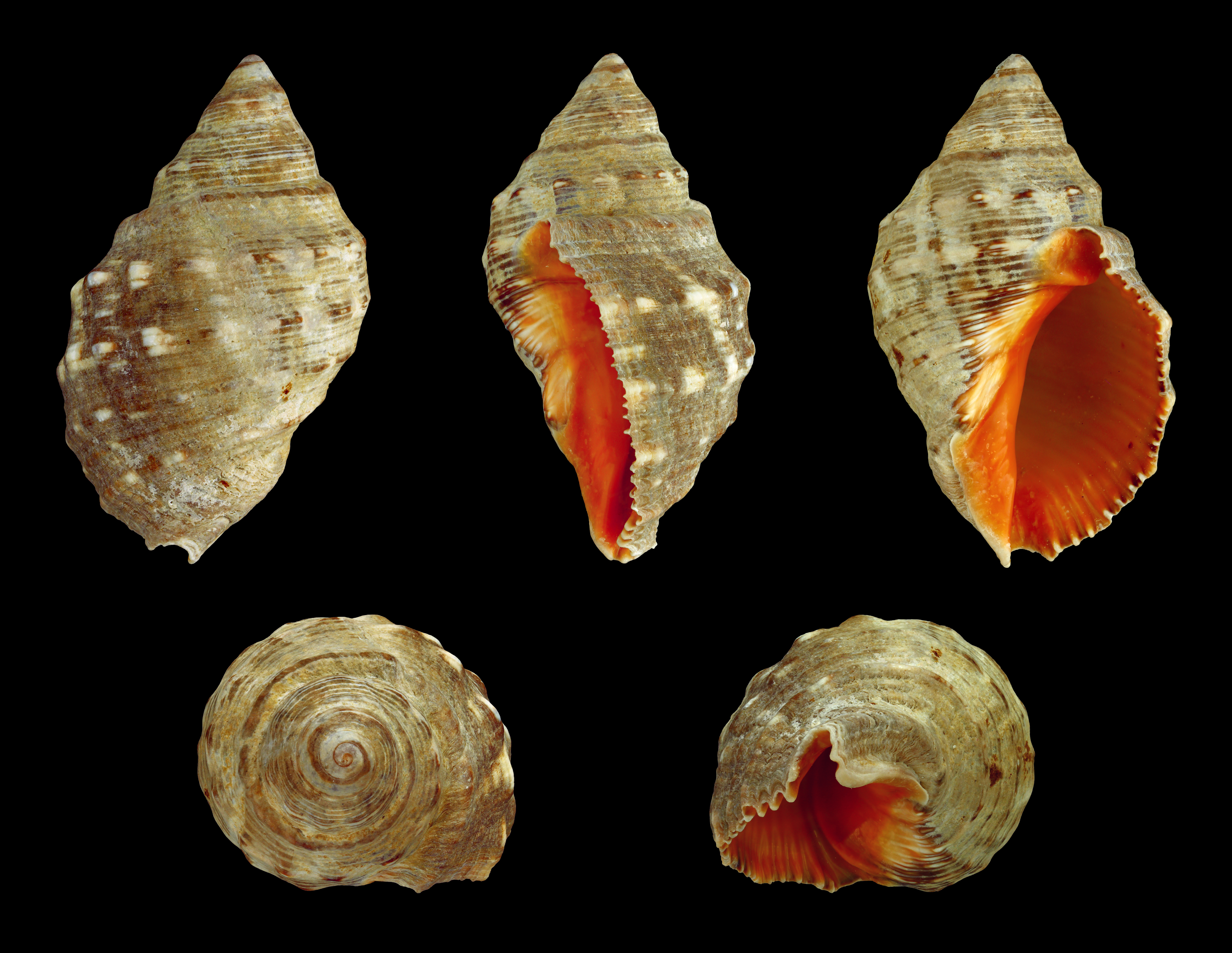
Stramonita haemastoma
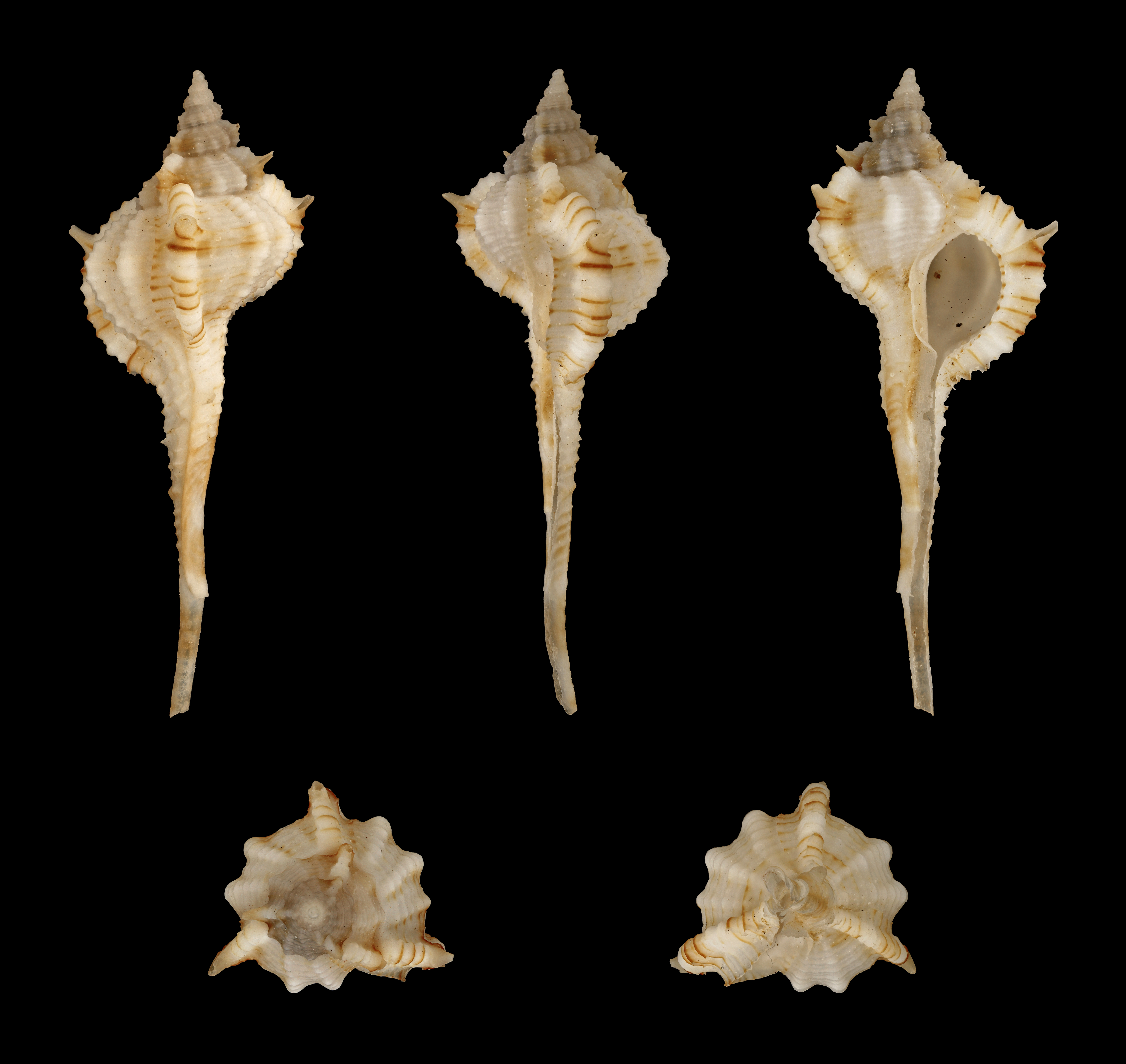
Vokesimurex gallinago